# Сборная Франции по футболу
Сбо́рная Фра́нции по футбо́лу (фр. Équipe nationale de France de football) — представляет Францию в международных матчах и турнирах по футболу. Управляющая организация — Федерация футбола Франции. Федерация является членом ФИФА с 1904 года, членом УЕФА с 1954 года. Французы были одними из основателей обеих этих организаций. Франция является двукратным чемпионом Европы (1984 и 2000 годы) и двукратным чемпионом мира (1998 и 2018 годы).
Национальная команда Франции принимала участие во всех трёх предвоенных турнирах Кубка мира. Всего же французы участвовали в финальных стадиях мундиаля 16 раз. Первого успеха на мировом первенстве добились в 1958 году, когда, с Жюстом Фонтеном и Раймоном Копа в составе, завоевали бронзовые медали.
Далее до начала 1980-х годов сборная не показывала серьёзных результатов, однако с приходом поколения Мишеля Платини, Жана Тигана, Алена Жиресса и Луиса Фернандеса, ведомого сначала Мишелем Идальго, а впоследствии его бывшим ассистентом Анри Мишелем, сборная Франции сначала заняла 4-е место на чемпионате мира 1982 года, затем за один год выиграла чемпионат Европы в 1984 году и Олимпийские игры в Лос-Анджелесе, а на чемпионате мира 1986 года повторила результат 1958 года.
Десять лет спустя французы, возглавляемые Эме Жаке, начали с бронзовых медалей Евро-96, затем победили в финале домашнего чемпионата мира 1998 года. В 2000 году, уже под руководством Роже Лемерра, выиграли чемпионат Европы, а в 2001 году — Кубок конфедераций. Это была первая команда в истории, которой удалось после победы на мировом первенстве оказаться лучшей также и в Старом Свете.
В 2006 году, после двух неудачных турниров, французы под руководством Раймона Доменека добрались до финала чемпионата мира. В решающем матче опытная команда «трёхцветных» уступила по пенальти сборной Италии. После мундиаля со сборной простился лидер и капитан команды Зинедин Зидан. После чемпионата мира в ЮАР объявил о завершении карьеры в сборной её бомбардир Тьерри Анри.
В 2016 году под руководством Дидье Дешама, команда стала вице-чемпионом Европы, а в 2018 году выиграла свой второй титул чемпионов мира. На следующем ЧМ-2022 проиграла в финале Аргентине.
Наибольшее количество матчей за сборную сыграл Уго Льорис — 145 матчей; лучший бомбардир сборной — Оливье Жиру (57 мячей). Главный тренер команды — Дидье Дешам, назначенный на эту должность 8 июля 2012 года.

## Годы перед Второй мировой войной

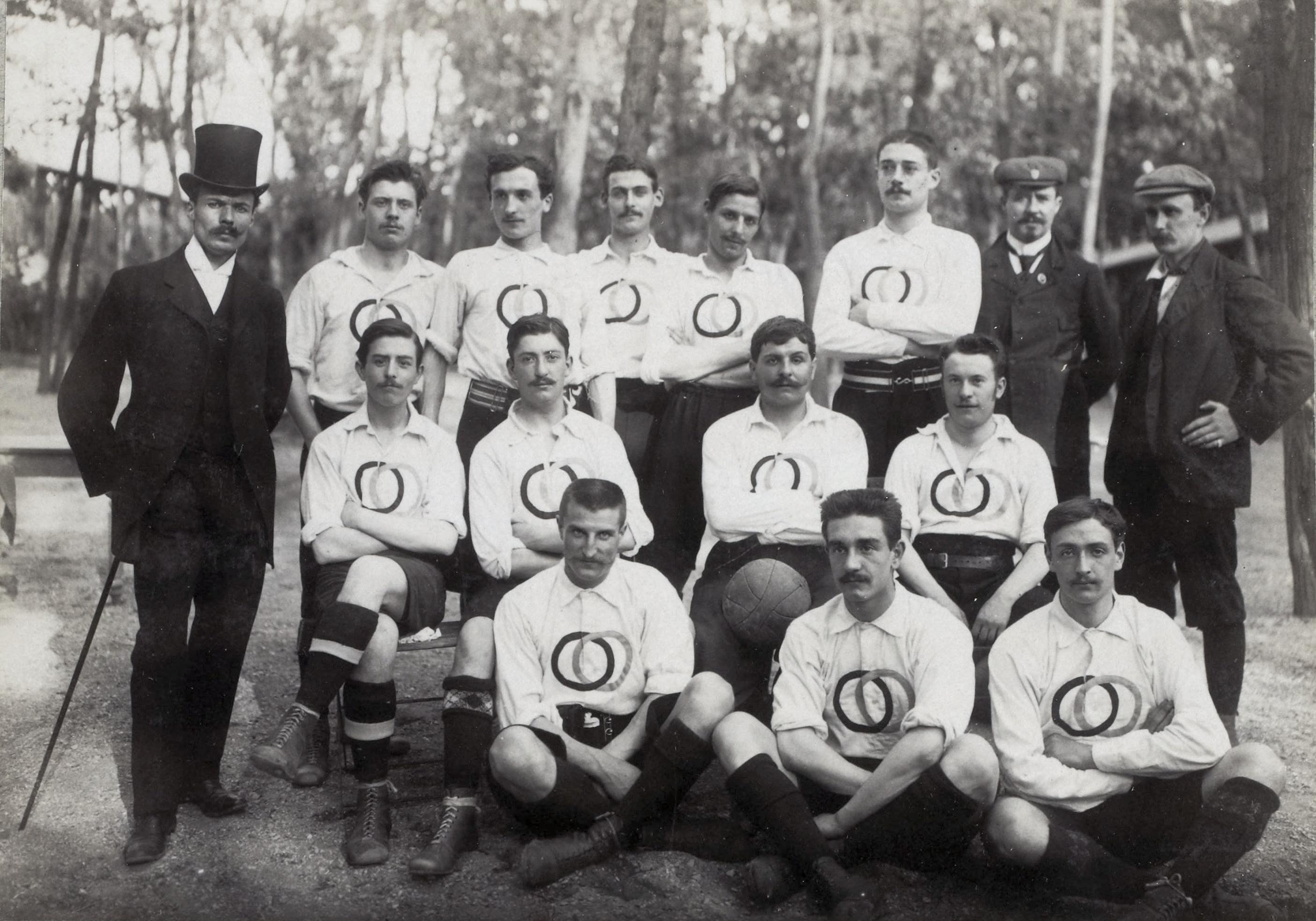
Сборная Франции на Олимпийских играх 1900

Сборная команда Франции свой первый официальный международный матч провела 1 мая 1904 года с командой Бельгии в Брюсселе. Четырьмя годами ранее олимпийская команда завоевала серебряные медали на II Олимпийских играх современности.

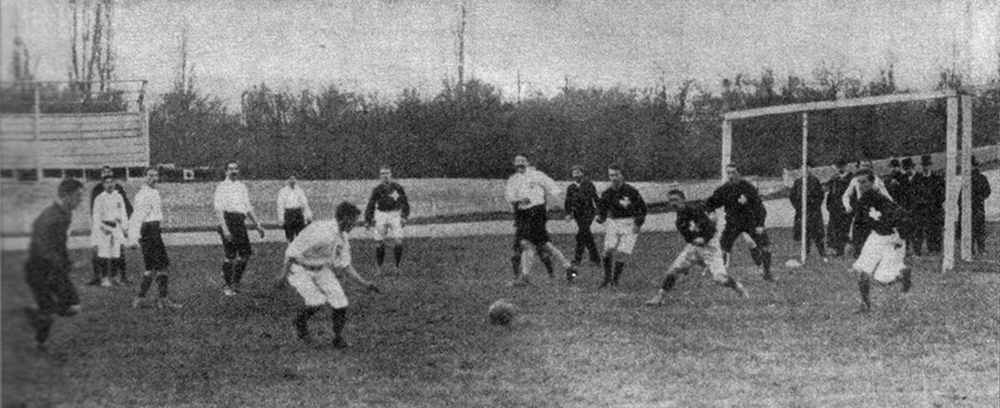
Матч между Францией и Швейцарией в 1905 году на «Парк де Пренс» — вторая игра в истории сборной.

В 1930 году французы стартовали во впервые проводившемся турнире на Кубок мира. Своё выступление они закончили на этапе групповых матчей, несмотря на победу в первом матче с Мексикой (4:1), в двух последующих встречах уступили с одинаковым счётом 0:1 сборным Аргентины и Чили. Со следующим мундиалем французы попрощались уже после единственного проведённого матча (2:3 с Австрией).
В 1938 году впервые в истории французская команда прошла первый раунд турнира. Но уже во втором она уступила сборной Италии со счётом 1:3.
Главным тренером сборной на двух последних предвоенных турнирах был Гастон Барро, остававшийся в должности вплоть до 1954 года. Единственными футболистами, которые принимали участие во всех предвоенных чемпионатах мира, были полузащитник оборонительного плана Эдмон Дельфур, защитник Этьенн Маттлер, а также нападающий Эмиль Венант, причём первые двое играли во всех матчах с первой до последней минуты. Венант в 1930 и 1934 году был лишь запасным игроком.
В межвоенные годы громко заявила о себе первая звезда французского футбола — нападающий Жан Николя. Во время чемпионатов мира в 1934 и 1938 годах он забил в сумме три гола, а в течение пяти лет выступлений в составе сборной (с 1933 по 1938 год) в двадцати пяти матчах поразил ворота соперников двадцать один раз.

## Годы 1958—1960. Первые успехи

### 1958 — бронзовые медали чемпионата мира
На мундиале 1958 года в Швеции французы после победы со счётом 6:3 над командой ФРГ в матче за третье место завоевали бронзовые медали чемпионата мира.
«Трёхцветные», наставником которых был Альбер Баттё, играли в атакующий футбол, в числе 11 футболистов, выходивших на поле, играли целых пятеро нападающих, или же выдвинутых вперёд полузащитников. Звездой сборной был 25-летний Жюст Фонтен из клуба «Реймс», который в течение всего турнира забил тринадцать голов (в шести матчах), что до сих пор остаётся непревзойдённым результатом. Рядом с ним в линии атаки играли Раймон Копа (27 лет, «Реал Мадрид»), Марьян Виснески (21 год, «Ланс»), а также партнёры Фонтена из «Реймса»: Жан Венсан и Роже Пьянтони.
В клубе «Реймс» постоянно выступала также и другая важная фигура того коллектива — капитан команды, с которого начиналась каждая атака, самый опытный игрок «трёхцветных» — 33-летний Робер Жонке. В центре полузащиты ему помогал 26-летний Жан-Жак Марсель.
Тройка защитников: Раймон Каэльбель, Андре Лерон и Арман Панверн, а также вратарь Клод Абб (31 год, «Сент-Этьен»), который после двух первых матчей заменил в воротах Франсуа Реметтера (30 лет, «Бордо»), пропустили целых пятнадцать мячей, что было побочным эффектом ультраатакующей игровой схемы 1-3-2-5.

### 1960 — IV место на чемпионате Европы
Два года спустя, в 1960 году, проводился первый в истории чемпионат Европы по футболу. Хозяином этого турнира была Франция.
В сложной процедуре отбора приняла участие в том числе и сборная «трёхцветных». Команда, по-прежнему возглавляемая Альбером Баттё, в первой фазе квалификации одолела по сумме двух матчей Грецию (7:1 и 1:1), а в следующей оказалась сильнее Австрии (5:1 и 4:2).
В финальном турнире, в котором играли лишь четыре команды, Франция проиграла оба матча и заняла в итоге четвёртое место. В сборной постоянно выступали Виснески, Марсель, капитан команды Жонке, Венсан, а также находившийся среди запасных на мундиале Ивон Дуи. Для победы команде не хватило двух её величайших звёзд, то есть Фонтена и Копа, которые в то время решили сосредоточиться на игре за свои клубы. На Евро-1960 впервые проявился талант 21-летнего на тот момент Робера Эрбена, позднее выдающегося футболиста французской Лиги 1 и наставника, который на рубеже 1970—1980-х годов четырежды приводил клуб «Сент-Этьен» к титулу чемпионов страны, а также довёл его в 1976 году до финала Кубка европейских чемпионов.
После Евро-1960 сборная Франции более двадцати лет не могла дождаться футболистов и тренеров, которые были бы способны продолжить успехи Копа и Фонтена 1956 года. «Трёхцветные», несмотря на то, что тренерский пост сборной занимал один из творцов могущества амстердамского «Аякса» Штефан Ковач, а в 1967 году и сам Жюст Фонтен, ни разу за этот период не выходили на чемпионат Европы, а два старта на мировых первенствах (в 1966 и 1978 годах) заканчивались выбыванием уже в первом раунде.
На чемпионате мира 1978 года в составе сборной, руководимой тренером Мишелем Идальго, были будущие чемпионы Европы — Боссис, Баттистон, Лякомб, Сикс, Рошто, а также Платини. По окончании этого турнира закончил карьеру игрока Анри Мишель, в будущем помощник Идальго и его преемник на тренерском посту. Однако команда, которая в 1984 году будет торжествовать на первенстве Старого Света, сложилась четырьмя годами позднее, на чемпионате мира 1982 года.

## Годы 1982—1986. Эпоха Платини

### 1982 — IV место на чемпионате мира
Французы вышли в финальную часть чемпионата мира 1982 года со второго места в отборочной группе. Они дали себя опередить сборной Бельгии, а борьбу за второе место выиграли в том числе у сборной Ирландии (которая набрала столько же очков, но имела худшую разницу забитых и пропущенных мячей) и у вице-чемпионов мира сборной Нидерландов.
Для главного тренера Мишеля Идальго, которому двумя годами ранее не удалось вывести сборную в финальную часть чемпионата Европы, от результата в Испании зависела судьба его дальнейшей работы с командой.
Французская пресса подчёркивала, что окончательный результат, а именно — четвёртое место, был значительно лучше, нежели игра команды. «Трёхцветные» до последнего матча не могли быть уверены в выходе из группы и продолжили участие в турнире лишь благодаря ничьей со сборной Чехословакии. Во втором групповом раунде французы не попали ни на одну из сильнейших мировых сборных, играли с Австрией и с Северной Ирландией, которых уверенно обыграли 1:0 и 4:1. Полуфинальный матч со сборной ФРГ станет по признанию многих одним из лучших матчей в истории чемпионатов мира, а также запомнится из-за грубой атаки немецкого вратаря Харальда Шумахера на французского защитника Патрика Баттистона. Баттистон получил тяжёлую черепно-мозговую травму, у него были выбиты три зуба и серьёзно пострадал позвоночник, некоторое время он находился без сознания и даже впал в кому. Через 10 минут Баттистон был заменён, а Шумахер даже не получил жёлтую карточку. Подопечные Идальго вели в счёте 3:1 в первом дополнительном тайме, но в концовке позволили забить себе два гола, и финалиста должна была определить серия пенальти, в которой Шумахер отразил удары Сикса и Боссиса. Французам оставалось сыграть в матче за бронзу. Во встрече со сборной Польши тренер дал шанс проявить себя резервистам команды, и в результате «трёхцветные» проиграли со счётом 2:3.
Ещё во время отборочного турнира к мундиалю Идальго был вынужден бороться с нехваткой классного вратаря. Имевшийся на тот момент голкипер номер один сборной Доминик Дропси был обвинён в поражении в матче с Нидерландами, к тому же неудачно играл в «Страсбуре», и в результате за несколько матчей перед турниром потерял место в составе. На чемпионат тренер вызвал в ряды сборной 27-летнего Жан-Люка Эттори из рядов чемпиона Франции «Монако», а также 35-летнего Доминика Барателли из ПСЖ и 25-летнего Жана Кастанеда из «Сент-Этьена». В основном составе играл Эттори, который перед дебютным матчем со сборной Англии имел на счету лишь два матча за сборную. Во встрече с подопечными Рона Гринвуда он пропустил гол уже на 27 секунде матча, а через три недели французские журналисты признали его виновным в поражении в полуфинале со сборной ФРГ.
| Франция на чемпионате мира 1982 года                                                                      |
| Эттори Трезор Боссис Аморос (Баттистон) Женгини Жанвийон Жиресс Рошто (Сикс; Лякомб) Платини Солер Тигана |

Лидером линии обороны был 32-летний капитан команды Мариус Трезор из клуба «Бордо», который многие годы составлял в сборной дуэт с другим опытным игроком Максимом Боссисом (27 лет, «Нант»). После проигранного со счётом 1:3 матча с Англией место на правом краю обороны потерял Патрик Баттистон (25 лет, «Сент-Этьен»). Идальго рискнул и до самого конца турнира ставил на 20-летнего футболиста «Монако» Мануэля Амороса. Баттистон появился ещё на поле во встречах со сборными Австрии и ФРГ, но в последнем матче он играл лишь в течение 10 минут. На нём сфолил вратарь немцев Шумахер и всю следующую неделю Баттистон провёл залечивая травму. На левом фланге выступал Жерар Жанвийон (29 лет, «Сент-Этьен»), которого французские СМИ характеризовали словами «элегантный, джентльменский, редко нарушающий принципы Fair Play».
Персональный состав средней линии менялся от матча к матчу. В дебюте турнира против англичан играли: Платини, Ларьё, Жирар, Жиресс. В следующих матчах хорошо себя проявил Жан Тигана, который вскоре стал основным игроком сборной. Главного тренера быстро расположил к себе также молодой Бернар Женгини (24 года, «Сошо»), автор решающего мяча во встрече с Австрией. Два года спустя, на чемпионате Европы, Женгини вынужден будет уступить место Луису Фернандесу. Хорошее выступление на мундиале открыло Мишелю Платини дорогу к карьере в туринском «Ювентусе».
Нападающие забили лишь пять из шестнадцати голов сборной Франции. Слабая эффективность привела к частой ротации среди игроков на этой позиции. Наиболее часто играл Жерар Солер (29 лет, «Бордо»), на его счету один гол. По два гола забили Доминик Рошто (27 лет, ПСЖ) и Дидье Сикс (28), единственный футболист команды, игравший на тот момент в иностранном клубе («Штутгарт»). В первых матчах в основном составе появился также Бернар Лакомб (30), партнёр Солера по «Бордо».
Вскоре после заключительного матча чемпионата со сборной попрощались капитан команды Трезор, Жанвийон, а также находившийся на мундиале в запасе Кристиан Лопез, новым капитаном команды после ухода Трезора стал Мишель Платини.

### 1984 — победа на чемпионате Европы
Французы были хозяевами чемпионата Европы 1984 года и были освобождены от отборочных игр. Мишель Идальго мог спокойно экспериментировать с составом, готовя сборную к турниру.
После двух первых матчей группового этапа, в которых, впрочем, команда оставила свои ворота сухими, «трёхцветные» могли быть уверены в выходе в следующий раунд. В полуфинале они встречались с игравшей в атакующий футбол сборной Португалии. После девяноста минут игры сохранялась ничья 1:1. В дополнительное время первый гол забили подопечные Фернанду Кабриты, но французы ответили точными ударами Домерга и Платини, который забил мяч на 119 минуте и в конце концов победили со счётом 3:2. Через четыре дня в финале турнира французы победили Испанию 2:0. На 57-й минуте Платини застал врасплох вратаря испанцев Луиса Арконаду ударом со штрафного, а в компенсированное время Брюно Беллон установил окончательный счёт матча.
Французские журналисты подчёркивали сыгранность состава команды, сильнейшей линией которой была полузащита во главе с Мишелем Платини. Однако нарекания вызвала неэффективная игра нападающих.
В августе 1982 года, после проигранного со счётом 0:4 товарищеского матча со сборной Польши, Идальго отказался от услуг Жан-Люка Эттори. Несколькими месяцами позднее в составе дебютировал 26-летний Жоэль Батс из «Осера», который в течение шести следующих лет был первым вратарём «Трёхцветных». Хладнокровный, ловкий и изящный Батс, который всё же пропустил на турнире Евро-1984 четыре мяча, был признан одним из надёжнейших игроков команды.
После ухода из сборной Жерара Жанвийона, Кристиана Лопеза, и прежде всего капитана Мариуса Трезора, Мишель Идальго недосчитался нескольких квалифицированных защитников. Во время чемпионата линию обороны составляли Патрик Баттистон (27 лет, «Бордо»), номинальный либеро, по необходимости смещавшийся на правый фланг, а также центральные защитники: опытный Максим Боссис (29 лет, «Нант») и новичок сборной Ивон Ле Ру (24 года, «Монако»). Четвёртым защитником должен был быть 22-летний Мануэль Аморос («Монако»), пользовавшийся репутацией одного из самых многообещающих футболистов Франции, имевший уже к тому времени за плечами опыт выступлений на мундиале. Между тем, уже в первом матче со сборной Дании он получил красную карточку. Его сменщик — Жан-Франсуа Домерг (27 лет, «Тулуза») — играл от матча к матчу всё лучше и уже не уступил места в основном составе Аморосу. В полуфинальной встрече с Португалией Домерг подтвердил свою хорошую форму, забив два мяча.
Среднюю линию французов называли «волшебным квартетом». Задачей двух полузащитников оборонительного плана Жана Тигана (29 лет, «Бордо»), а также дебютировавшего на престижном турнире 25-летнего Луиса Фернандеса из «Пари Сен-Жермен» был перехват мяча уже на половине соперника и как можно более быстрое использование остальных полузащитников и нападающих. Ален Жиресс (32 года), партнёр Тигана из «Бордо», также как и тот, обладавший не самыми лучшими физическими данными, был связующим звеном между обеими линиями. С его передач было забито большинство мячей «трёхцветных». Автором девяти из них стал Мишель Платини (29 лет, «Ювентус»), лидер и капитан команды, штатный пенальтист и исполнитель штрафных ударов. Платини забивал во всех пяти матчах Франции на финальном турнире чемпионата Европы, причём дважды ему удавалось сделать хет-трик. Платини стал лучшим бомбардиром турнира, а в конце года получил «Золотой мяч», приз лучшему футболисту Европы.
При активной роли в атакующих действиях Платини задачей пары нападающих — Бернара Лякомба (32 года, «Бордо»), а также игравших попеременно Дидье Сикса (30 лет, «Мюлуз») либо Брюно Беллона (22 года, «Монако») — было главным образом оттягивание на себя защитников соперника и отвлечение их внимания от атакующих полузащитников французов. Только один из форвардов, самый молодой из них — Беллон — смог забить гол на турнире.
После заключительного матча чемпионата с должностью главного тренера попрощался работавший в сборной с 1976 года Мишель Идальго, а его место занял бывший игрок сборной Анри Мишель, который последние четыре года был его помощником.

### 1986 — бронзовые медали чемпионата мира
Чемпионы Европы в отборочном турнире к чемпионату мира 1986 года опередили сборные Болгарии, ГДР, Югославии и Люксембурга. Подопечные Анри Мишеля ехали в Мексику одними из главных претендентов на завоевание Кубка мира.
После выхода из группы французы подтвердили чемпионские притязания, выиграв во втором раунде у действующих обладателей трофея — сборной Италии. После победы в четвертьфинале над Бразилией журналисты стали называть их, подчёркивая атакующий стиль игры команды, «бразильцами Европы». Однако, как и четыре года назад, «трёхцветные» потерпели поражение в полуфинале в игре со сборной ФРГ и должны были довольствоваться лишь игрой в «малом финале», то есть в матче за третье место. Несмотря на то, что Мишель выставил в той встрече резервный состав, французы обыграли бельгийцев и вернулись домой с бронзовыми медалями.
| Франция на чемпионате мира 1986 года                                                                   |
| Батс Баттистон Боссис Аморос Фернандес Аяш (Тюссо) Платини Папен (Рошто; Беллон) Жиресс Стопира Тигана |

В сравнении с командой, которая двумя годами ранее стала чемпионом Европы, наибольшее количество изменений произошло в линиях обороны и атаки. Облик защиты по-прежнему определяли центральные защитники Максим Боссис (31 год, «Расинг» Париж), а также Патрик Баттистон (29 лет, «Бордо»). После окончания Евро-1984 в основной состав возвратился Мануэль Аморос (24 года, «Монако»), который на мундиале играл на правом или на левом краю обороны. Место в основе потеряли Ивон Ле Ру (26 лет, «Нант», находился на турнире среди запасных), а также открытие чемпионата Европы Жан-Франсуа Домерг (29 лет, «Тулуза»). Как оказалось, для Домерга выступление на том турнире было вершиной спортивной карьеры, позднее он быстро растерял форму и ещё в 1984 году распростился с национальной командой. В её цветах он сыграл лишь девять матчей. На смену ему пришёл подопечный Мишеля из олимпийской сборной Вильям Аяш (25 лет, «Нант»), которого во встречах с Канадой и Бразилией заменял Тьерри Тюссо (28 лет, «Бордо»). На воротах по-прежнему бессменно стоял Жоэль Батс (29 лет, ПСЖ), герой матча с «канареечными», в котором он отразил два пенальти.
Двое основных нападающих чемпионской команды — Бернар Лякомб (34 года, «Бордо») и Дидье Сикс (32 года, «Мец») — уже после европейского турнира закончили карьеру в сборной. Открытием Мишеля оказался 23-летний Жан-Пьер Папен из бельгийского «Брюгге», футболист, который на тот момент никогда не играл в высшей французской лиге. На мундиале будущий пятикратный лучший бомбардир Лиги 1 забил два мяча. Его партнёром был Янник Стопира (25 лет, «Тулуза»), автор также двух забитых голов. Их сменщиками стали: опытный, памятный ещё по чемпионату мира 1978 года — Доминик Рошто (31 год, ПСЖ) и 24-летний Брюно Беллон из «Монако», самый результативный нападающий Франции в чемпионатах Европы, который из-за своих проблем со здоровьем, а также из-за великолепной формы Папена, на мундиале был лишь запасным.
Самым важным звеном команды, как и два года назад, была средняя линия. Мишель не менял ни одного из участников «волшебного квартета». Для самого старшего в команде, 34-летнего Алена Жиресса, его коллеги из «Бордо» Жана Тигана (31 год), Луиса Фернандеса (27 лет) из «Пари Сен-Жермен», а также капитана сборной, в 1983—1985 трёхкратного лучшего бомбардира Серии А, Мишеля Платини чемпионат мира 1986 года стал последним большим футбольным турниром, на котором они играли все вместе. После чемпионата ряд игроков — Рошто, Боссис, Жиресс объявили о завершении карьеры в сборной. А годом позже сборную покинул Платини.
После мундиаля Анри Мишель начал готовиться к отборочному турниру Евро-1988, турниру, на котором французы должны были защищать титул сильнейшей команды Европы. Однако уже после первых матчей (ничья с Исландией, ничья и поражение от Норвегии) «трёхцветные» потеряли все шансы на выход из группы. Впервые в истории обладатель трофея не прошёл отбор на финальную часть чемпионата. После слабого старта отборочного турнира к ЧМ-1990 в ноябре 1988 года Анри Мишель уступил свой пост Мишелю Платини. Тогда же контракт со сборной в качестве помощника тренера подписал опытный Жерар Улье.
Хотя Платини и не удалось вывести сборную в финальный турнир чемпионата мира, несколькими месяцами позднее он в эффектном стиле (восемь побед, ни одной ничьей и ни одного поражения) привёл сборную к первому месту в отборочной группе к Евро-1992. В футболках «трёхцветных» играло уже новое поколение французских футболистов. Из игроков, памятных ещё по мировому первенству 1986 года, в национальной команде выступали только 30-летний Мануэль Аморос, 33-летний Луис Фернандес, а также 29-летний Жан-Пьер Папен. На чемпионате Европы в 1992 году дебютировали будущие триумфаторы мирового первенства — Лоран Блан и Дидье Дешам. Несмотря на такую смену поколений, сборная Франции выбыла из турнира уже на групповом этапе, в котором отметилась двумя ничьими (1:1 со Швецией и 0:0 с Англией), а также поражением 1:2 в заключительном матче с датчанами, будущими чемпионами Европы.
После турнира Платини подал в отставку, а его преемником стал Жерар Улье. Перед будущим наставником «Ливерпуля» была поставлена задача вывести сборную на чемпионат мира 1994 года. За два тура за окончания отборочного турнира французы лидировали в группе, для выхода не доставало лишь одного очка. Однако неожиданно неудачные игры в последней фазе отборочного турнира (поражения 2:3 от Израиля и 1:2 от Болгарии) стали причиной того, что «трёхцветные» заняли лишь третье место, а на мундиаль поехали сборные Швеции и Болгарии. В ноябре 1993 года, после года пребывания в должности, Улье подал в отставку.

## Годы 1996—2002. Эпоха Зидана

### 1996 — бронзовые медали чемпионата Европы
17 декабря 1993 года главным тренером сборной Франции стал Эме Жаке, бывший ассистент Жерара Улье. После проигранного отборочного турнира к мундиалю 1994-го предполагалось, что новый тренер национальной команды проведёт кадровую революцию. Тем не менее, такие футболисты, как Эрик Кантона, Давид Жинола, Поль Ле Гуэн или Жан-Пьер Папен, в первый год пребывания Жаке на посту тренера постоянно выступали за сборную. Тренер оставил их на запасном пути лишь под конец отборочных соревнований к Евро-1996. На чемпионат Европы поехала совершенно другая команда, нежели та, с которой двумя годами ранее начинал работать Жаке. Новое поколение молодых футболистов — Зинедин Зидан, Юри Джоркаефф, Кристиан Карамбё, Лилиан Тюрам — начинало играть в коллективе всё более важную роль.
На чемпионате французы дошли до полуфинала, в котором проиграли в серии пенальти будущим вице-чемпионам Европы сборной Чехии. Это была первая неудача в тренерской карьере Жаке.
Французская пресса сетовала на оборонительный и безликий стиль игры «трёхцветных», которые в групповых матчах обошли Румынию и Болгарию, а в четвертьфинале выиграли у сборной Нидерландов по пенальти. Комментаторы больше обращали внимание на слабость соперников и удачу, сопутствовавшую французам на турнире, нежели на какие-либо выдающиеся достоинства команды Жаке.
На Евро-1996 сформировалась оборонительная линия коллектива, которая двумя годами позднее не будет знать равных на чемпионате мира. Чаще всего её составляли: на левом краю защиты 27-летний Биксант Лизаразю из «Бордо», который ещё в первом матче заменил опытного Эрика Ди Меко (33 года, «Монако»), справа играли 24-летний Лилиан Тюрам из «Монако» либо 31-летний Жослен Англома из «Торино», пару центральных защитников составили 31-летний Лоран Блан из «Осера» и 28-летний Марсель Десайи из «Милана», который в результате вошёл в символическую сборную Евро-1996. В воротах хорошо проявил себя Бернар Лама (33 года, «Пари Сен-Жермен»), особенно отличившись в отражении одиннадцатиметровых. Французы пропустили на турнире всего лишь два мяча, что стало доказательством рождающегося взаимопонимания и доверия между отдельными игроками обороны.
По мнению большинства наблюдателей, лучшим футболистом Франции на турнире был опорный полузащитник Кристиан Карамбё (26 лет, «Сампдория»), один из лидеров средней линии, вместе с капитаном команды Дидье Дешамом (28 лет, «Ювентус») и Венсаном Гереном (31 год, ПСЖ). Больше всего журналисты подвергали критике 24-летнего Зинедина Зидана из «Бордо», который, по их мнению, разочаровал, не сумел взять на себя обязанности созидателя атак и исполнял единственную функцию — помогал более активному Джоркаеффу.
Три из пяти голов «трёхцветных» на турнире забивали нападающие — оттянутый форвард Юри Джоркаефф (28 лет, ПСЖ), а также центральные нападающие Патрис Локо (26 лет, ПСЖ) и Кристоф Дюгарри (24 года, «Бордо»), которые играли попеременно. Слабая реализация голевых моментов вновь породила дискуссию о возвращении Кантона и Жинола в сборную.
В заявочном списке сборной Франции на Евро-1996 значились 12 игроков, которые через два года станут триумфаторами чемпионата мира (Фабьен Бартез и Франк Лебёф были на Евро в запасе и не сыграли ни одной игровой минуты).

### 1998 — победа на чемпионате мира
После Евро-1996 руководство федерации футбола долго раздумывало, продлевать ли заканчивавшийся по окончании турнира контракт с тренером Жаке. В конце концов, 9 августа 1996 года соглашение было пролонгировано, и для Жаке начался второй этап его тренерской работы.
Для начала Жаке распростился с наиболее возрастными игроками — Жосленом Англома, Аленом Рошом, Эриком Ди Меко и Венсаном Гереном, а также с Патрисом Локо и Рейнальдом Педросом, которые не имели постоянной игровой практики в своих клубах. Жаке также не дал себя уговорить вернуть любимцев болельщиков — Жинола, Папена и Кантона.
Долгое время фаворитом тренера в борьбе за место в воротах был Бернар Лама. Однако, когда в допинг-пробе игрока в 1997 году были обнаружены наркотические средства, свой шанс получил 27-летний Фабьен Бартез («Монако»). Бартеза во время мундиаля хвалили не только за хорошее самообладание в игре на воротах, но также и за его эффектный, несколько развязный стиль игры, и вместе с парагвайцем Хосе-Луисом Чилавертом он был признан лучшим голкипером турнира.
| Франция на чемпионате мира 1998 года                                                                             |
| Бартез Десайи Блан Тюрам Дешам Лизаразю Джоркаефф Карамбё (Богоссян) (Анри (Гиварш; Дюгарри; Трезеге) Зидан Пети |

Перед ним играла четвёрка защитников, которые несколько последних лет составляли линию обороны сборной — 33-летний либеро Лоран Блан («Олимпик Марсель»), 30-летний Марсель Десайи, который в своём клубе («Милан») играл, как правило, в полузащите, 29-летний Биксант Лизаразю («Бавария»), а также ставший одним из открытий турнира автор двух забитых мячей в полуфинальном матче с Хорватией 26-летний Лилиан Тюрам из «Пармы». Многие комментаторы подчёркивали, что именно оборона была сильнейшим звеном команды «трёхцветных», об этом могут свидетельствовать всего лишь два пропущенных на турнире гола. Кроме того, Лизаразю, Блан и Тюрам (дважды) помимо прочего становились авторами забитых мячей, причём голы двух последних выводили сборную в следующий раунд.
Капитан и мозг команды Дидье Дешам (30 лет, «Ювентус») был ответственен за разрушение атак соперника, выполнял роль связующего звена между линиями обороны и атаки. Жаке часто решал выставлять на игру сразу трёх полузащитников оборонительного плана, в число которых помимо Дешама входили 28-летний Кристиан Карамбё («Реал Мадрид», за несколько недель до турнира ставший победителем Лиги Чемпионов), который после группового раунда заменил Алена Богоссяна (28 лет, «Сампдория»), а также 27-летний Эмманюэль Пети («Арсенал»), чья роль в команде росла от матча к матчу, и который хорошее впечатление от своей игры укрепил окончательно, забив последний мяч турнира, принёсший Франции победу в финале над сборной Бразилии.
Об атакующем полузащитнике «Ювентуса» 26-летнем Зинедине Зидане многие годы говорили, что он обладает большим футбольным талантом и потенциалом стать футболистом высокого класса. Однако он не подтверждал этого ни в сборной (слабое выступление на Евро-1996), ни в клубе (поражение с «Ювентусом» в Лиге Чемпионов). На самом старте мундиаля Зидан заработал красную карточку и пропустил две игры. Однако в следующих играх он смог преодолеть себя и вырос в лидера команды, и дважды отличившись забитыми голами в финальном матче, стал народным героем Франции. На позиции под нападающими играл также Юрий Джоркаефф (30 лет, «Интернационале» Милан), быстрый, хорошо действовавший между линиями атаки и полузащиты.
После отказа от услуг Кантона, Жинола и Локо, Жаке имел много хлопот с подбором игрока на место главного бомбардира команды. Чаще всех играл лучший бомбардир чемпионата Франции 28-летний Стефан Гиварш («Осер»), однако на турнире он не забил ни одного мяча. Лучшим бомбардиром команды с тремя мячами неожиданно оказался молодой нападающий Тьерри Анри (21 год, «Монако»), который был сменщиком Гиварша. Кроме него мячи в ворота соперника забивали также самый молодой игрок команды Давид Трезеге («Монако») и Кристоф Дюгарри (26 лет, «Олимпик Марсель»), которого не было в числе основных лишь из-за полученной во время турнира травмы.
В матчах чемпионата мира также принимали участие игроки обороны Франк Лебёф (30 лет, «Челси»), который заменил в финальном матче Блана, получившего перед тем красную карточку, а также 25-летний Венсан Кандела, подменивший Лизаразю в матче со сборной Дании. На поле также появлялись Бернар Диомед (24 года, «Осер»), Патрик Виейра (22 года, «Арсенал») и Робер Пирес (25 лет, «Мец»). Двое последних вскоре после этого стали важными звеньями команды. Ни одной минуты на турнире не сыграли резервные вратари команды — Бернар Лама (35 лет, «Вест Хэм Юнайтед») и Лионель Шарбоннье (32 года, «Осер»).
После мундиаля, согласно ранее объявленному решению, Эме Жаке оставил пост главного тренера и стал техническим директором сборной. На своё место он определил Роже Лемерра, который был его первым помощником по работе со сборной.

### 2000 — победа на чемпионате Европы
Французы прошли через отборочный турнир Евро-2000 с некоторыми затруднениями (ничьи с Украиной и домашнее поражение от сборной России, ставшее одной из лучших игр россиян), хотя и заняли в своей группе первое место. Лемерр не решился на кадровую революцию и редко приглашал в команду дебютантов. Главную силу сборной, которая с июня 1999 года не знала поражений, составляли победители чемпионата мира 1998 года. В заявке сборной на чемпионат Европы из команды двухлетней давности числились 18 игроков, причём 12 из них были участниками ещё Евро-1996. Из чемпионов мира сборную покинули лишь находившиеся тогда на вторых ролях Шарбоннье и Диомед, не оправдавший ожиданий Гиварш, а также Богоссян, получивший травму. Их места заняли: Ульриш Раме (28 лет, «Бордо») в качестве третьего вратаря, полузащитник Жоан Мику (27 лет, «Парма»), а также нападающие Сильвен Вильтор (26 лет, «Бордо») и 21-летний Николя Анелька из мадридского «Реала».
Место в воротах уверенно занимал Фабьен Бартез (29 лет), который за несколько дней перед открытием чемпионата подписал контракт с «Манчестер Юнайтед». Неизменной осталась также линия обороны. Блан (35 лет, «Интер» Милан), Десайи (32 года, «Челси»), Тюрам (28 лет, «Парма») и Лизаразю (31 год, «Бавария») в конечном счёте провели вместе 26 матчей, и ни в одном из них Франция не знала поражений. Ветеран команды Блан под завершение своей карьеры в сборной был включён в символическую сборную турнира.
В центре полузащиты выступали 32-летний капитан команды Дидье Дешам («Челси») и Патрик Виейра (24 года, «Арсенал»), который занял место Кристиана Карамбё. Несмотря на то, что Карамбё весь сезон 1999/2000 провёл на скамейке запасных «Реала», Лемерр решил взять его на чемпионат Европы. Место в числе основных игроков потерял также герой финала двухлетней давности Эмманюэль Пети (30 лет, «Арсенал»).
По мнению многих наблюдателей, наиболее выдающимся игроком команды был 28-летний Зинедин Зидан («Ювентус»). По итогам первенства Зидан, как и несколько его партнёров по команде, были включены в символическую сборную 11 лучших игроков турнира.
Французы играли в значительно более защитной модели, нежели два года назад. 22-летний Тьерри Анри («Арсенал»), автор трёх голов, стал во время чемпионата Европы одной из ярчайших звёзд сборной. Оттянутыми форвардами были Юри Джоркаефф (32 года), который провёл удачный сезон в «Кайзерслаутерне», и Кристоф Дюгарри (28 лет, «Бордо»), игравший попеременно с Анелька, Вильтором и Трезеге (23 года, «Монако»). Самыми результативными из этой четвёрки оказались Вильтор и Трезеге, которые, впрочем, провели на поле времени меньше остальных. По мнению многих комментаторов, дружина Лемерра образца 2000 года была лучше команды 1998 года, в первую очередь из-за долгожданного появления в ней настоящего забивного нападающего.

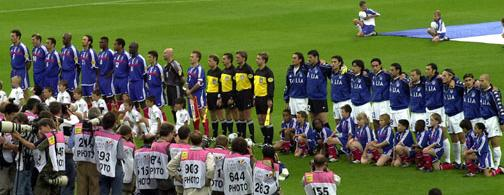
Сборные Франции и Италии перед финалом чемпионата Европы 2000

Полуфинальный и финальный матчи «трёхцветные» выиграли, забив «золотой гол» в дополнительное время. По ходу турнира сборная Франции потерпела лишь одно поражение, от одних из хозяев Евро-2000 — сборной Нидерландов. Однако к тому моменту французы уже обеспечили себе выход из группы и играли резервным составом.
До Франции только сборная ФРГ начала 1970-х была обладателем одновременно титулов чемпиона мира и Европы, но немцы добились этого в обратной последовательности. Французские журналисты после Евро-2000 называли свою сборную «чемпионами Вселенной».
Через два месяца после победного финала с Италией в товарищеском матче с Англией карьеру в сборной завершили Лоран Блан, Дидье Дешам (его капитанскую повязку принял Марсель Десайи), а также запасной голкипер Бернар Лама (37 лет, ПСЖ).

### 2002 — групповой раунд чемпионата мира
За год до мундиаля французы выиграли Кубок конфедераций, генеральную репетицию перед мировым первенством. В Корею и Японию подопечные Лемерра ехали как признанные фавориты, несмотря на то, что результаты их товарищеских встреч в начале 2002 года были не вполне удовлетворительными (победы 5:0 над Швецией и 2:1 над Румынией, но, в то же время, ничьи с Австралией (1:1) и Россией (0:0), поражение 1:2 от Бельгии). Хотя в последнем спарринге они побороли сборную Южной Кореи, но при этом потеряли Зинедина Зидана, который получил серьёзное повреждение и мог сыграть лишь в последнем групповом матче турнира. Ранее из-за травм из состава также выбыли Кристиан Карамбё и Робер Пирес.
Роже Лемерр взял в Азию целых четырнадцать футболистов, которые четыре года тому назад побеждали на чемпионате мира (у французов была одна из самых старейших команд турнира, средний возраст составлял 29 лет), и, вопреки призывам прессы, не пригласил Стива Марле из марсельского «Олимпика» и Эрика Карьера из «Нанта».
| Франция на чемпионате мира 2002 года                                                                                               |
| Бартез Десайи Кандела (Лебёф) Тюрам Мику (Зидан) Лизаразю Дюгарри (Анри; Джоркаефф) Пети (Макелеле) Трезеге Вильтор (Сиссе) Виейра |

Уже в матче открытия турнира с Сенегалом французы, несмотря на преимущество и большее количество ударов по воротам, совершили много индивидуальных ошибок, а кроме того, была заметна нехватка лидера команды. После единственной контратаки подопечных французского тренера Бруно Метсю «трёхцветные» проиграли со счётом 0:1. Ниже всего была оценена игра Юрия Джоркаеффа (34 года, «Болтон Уондерерс») и Франка Лебёфа (34 года, «Олимпик Марсель»), который в следующем матче уступил место Венсану Кандела (29 лет, «Рома»). В комментариях прессы подчёркивалась слабость линии атаки, хотя её составляли целых три игрока — Тьерри Анри (25 лет, «Арсенал»), Давид Трезеге (25 лет, «Ювентус») и Сильвен Вильтор (28 лет), партнёр Анри по «Арсеналу», также обращалось внимание на не самую лучшую форму защитников, среди которых только Лилиан Тюрам (30 лет, «Ювентус») не превысил возраст тридцати лет (капитану команды Марселю Десайи, также как и Лебёфу, было на тот момент 34 года, а Биксанту Лизаразю — 33 года).
Во втором матче, со сборной Уругвая, на поле появились почти в точности те же 11 футболистов (лишь 29-летний Жоан Мику из «Пармы» заменил Джоркаеффа, а Кандела — Лебёфа), которые шесть дней назад проиграли Сенегалу. Матч закончился безголевой ничьей, а с двадцатой минуты Франция играла в меньшинстве, так как красную карточку получил Анри. Было известно, что в последнем матче не сыграет также Эмманюэль Пети (32 года, «Челси»), получивший две жёлтые карточки. Его заменил Клод Макелеле (29 лет), который провёл удачный сезон в мадридском «Реале» и многими журналистами считался значительно большим укреплением команды, нежели уже оставивший лучшие футбольные годы позади Пети. В матче со сборной Дании впервые в том чемпионате смог принять участие Зидан.
Несмотря на это, подопечные Роже Лемерра проиграли со счётом 0:2. Защитники мирового чемпионского титула и действующие чемпионы Европы заняли в группе последнее место и покинули турнир, не забив ни одного мяча. Французская пресса не оставила камня на камне от тренера и его футболистов, пощадив лишь Зидана, Патрика Виейра (26 лет, «Арсенал»), который оказался достойным наследником Дешама, а также неоднократно спасавшего ворота от забитых мячей Фабьена Бартеза (31 год, «Манчестер Юнайтед»). Лемерра упрекали в отсутствии чёткого видения игры и постоянном тасовании состава и тактической расстановки, а также в слишком большой вере в возможности и умения опытных игроков. Журналисты рассуждали о том, почему с первых минут не играл 21-летний Джибриль Сиссе из «Осера», в то время одна из самых больших надежд французского футбола.
После этого турнира свою карьеру в национальной сборной закончили Лебёф, Дюгарри, Джоркаефф, а также Пети и Карамбё, а Кандела позднее в команду никогда более не приглашался. Место Роже Лемерра занял Жак Сантини.
По словам врача сборной Жана-Мишеля Ферре, физическое состояние почти всех игроков сборной перед началом турнира было неудовлетворительными. Уже апрельские тесты показали, что к чемпионату мира игроки подойдут не в лучшем состоянии, а на момент старта турнира игроки были измотаны физически и морально тяжёлым сезоном. Однако врачи не могли напрямую сказать об этом игрокам, чтобы не усугублять и без того ужасный моральный климат в команде. Совокупность этих проблем не позволила Франции показать убедительную игру.

## Годы 2004—2006. Эпоха Зидана (2)

### 2004 — четвертьфинал чемпионата Европы
Многие комментаторы подчёркивали, что после мундиаля 2002 года в истории сборной Франции закончилась целая эпоха, а поколение футболистов, родившихся в конце 1960-х — начале 1970-х, поколение чемпионов мира и Европы скоро должно начать уступать место молодым игрокам, не избалованным вниманием, но голодным до успехов.
Однако каркас команды, несмотря на первоначальные заявления нового главного тренера Жака Сантини, со времени чемпионата мира 2002 года остался практически неизменным. Наставника команды защищали от критики её результаты — в отборочных играх к Евро-2004 сборная выиграла все матчи, в которых пропустила лишь два мяча, а за год до турнира во второй раз победили в розыгрыше Кубка конфедераций. В Португалию они ехали командой, остававшейся непобеждённой на протяжении восемнадцати матчей (последний раз они потерпели поражение в марте 2003 года). За несколько недель до чемпионата в финале Лиги чемпионов впервые за 11 лет играла французская команда — «Монако», звёздами которой были Людовик Жюли и Жером Ротен. Жюли не попал в состав сборной на чемпионат Европы из-за травмы, а Ротен, несмотря на призывы болельщиков и журналистов, смотрел матчи турнира со скамьи запасных.
Сантини изменил расстановку игроков на поле на схему 4-4-2. Благодаря этому в атаке стали играть вместе Тьерри Анри (27 лет, «Арсенал») и Давид Трезеге (27 лет, «Ювентус»). Наиболее эффективным оказался Анри. В матче со сборной Швейцарии он забил два мяча, решивших исход матча.
Лидерами линии обороны были всё те же чемпионы мира 1998 года — Лилиан Тюрам (32 года, «Ювентус»), которого Сантини передвинул в центр защиты, а также Биксант Лизаразю (35, «Бавария»). Во встрече со сборной Хорватии в стартовом составе вышел также другой ветеран, Марсель Десайи, однако по его вине были забиты оба мяча хорватов в той игре. Это был последний матч 36-летнего защитника «Челси» в сборной. На правом фланге играл имевший хорошие отзывы по игре в английской Премьер-лиге Вильям Галлас (27 лет), партнёр и преемник Десайи в «Челси». Другой игрок, 27-летний стоппер команды Микаэль Сильвестр из «Манчестер Юнайтед», был признан французскими журналистами слабейшим звеном защиты.
Репутацию одного из лучших вратарей мира в очередной раз подтвердил Фабьен Бартез (33 года, «Олимпик Марсель»). Он играл спокойней, уверенней, менее эффектно, нежели раньше, но значительно более эффективно. В стартовом матче против сборной Англии он сумел отразить пенальти, пробитый Дэвидом Бекхэмом.
В отличие от прежних чемпионатов Европы, игра сборной зависела от состояния лишь одного игрока, капитана команды 32-летнего Зинедина Зидана. Полузащитник мадридского «Реала» стал лучшим бомбардиром «трёхцветных» (три мяча), а также настоящим лидером на поле и вне его. Два гола, забитые на последних секундах матча с подопечными Свена-Ёрана Эрикссона, предопределили итоговое расположение команд в группе «B» и первое место Франции в таблице. Оборонительными полузащитниками были футболисты, игравшие на тот момент в клубах из Лондона, — Клод Макелеле (31 год, «Челси») и Патрик Виейра (28 лет, «Арсенал»). Для Робера Пиреса (31 года), также игрока «Арсенала», выступавшего за сборную ещё с 1996 года, Евро-2004 стал первым крупным футбольным форумом, на котором он играл в стартовом составе «трёхцветных».
После удачной победы над Англией во Франции воцарилась большая эйфория. Несмотря на слабо проведённый матч со сборной Хорватии, трёхцветные победили Швейцарию и заняли первое место в группе. Благодаря этому в четвертьфинале они избежали встречи с фаворитами турнира сборной Португалии, попав на располагавшуюся значительно ниже в рейтинге ФИФА сборную Греции. Однако совершенно неожиданно в матче победу праздновали подопечные Отто Рехагеля, которые несколько недель спустя обыграли в финале турнира португальцев.
После чемпионата карьеру в сборной завершили Десайи и Лизаразю, а также Зидан, Тюрам и Макелеле, которые однако вернулись в состав в августе 2005 года и помогли национальной команде выйти на чемпионат мира 2006 года. Тренер Сантини ещё до чемпионата подписал контракт с «Тоттенхэмом». Среди его преемников назывались фамилии чемпионов мира Лорана Блана или Дидье Дешама, тренера «Монако». В итоге руководители федерации решили, что новым главным тренером станет наставник французской молодёжной сборной Раймон Доменек.

### 2006 — вице-чемпионы мира
Доменек ввёл в состав сборной несколько новых футболистов, главным образом своих воспитанников из молодёжной команды. В середине 2005 года, когда решалась судьба Франции в отборочном турнире на чемпионат мира, тренеру удалось уговорить Зинедина Зидана, Клода Макелеле и Лилиана Тюрама вернуться в сборную. Несмотря на несколько существенных изменений в персональном составе команды, она по-прежнему строилась вокруг опытных игроков. Наиважнейшие из них — Зидан, Тюрам, Виейра, Макелеле, Вильтор— уже пересекли тридцатилетний рубеж. Существовала большая вероятность, что после множества выигранных трофеев как со сборной (пятеро из них играли на Евро-2000, четверо — на чемпионате мира 1998 года), так и со своими клубами они могли не чувствовать такой же жажды новых успехов, как ещё несколько лет назад.
Французская пресса сетовала на невыразительный и нерезультативный стиль игры (в отборочных матчах французы сыграли целых пять раз вничью, по две с Израилем и Швейцарией и одна с Ирландией), а также критиковала стиль работы Доменека, который прямо говорил о том, что при выборе стартового состава руководствуется рекомендациями астрологов. Несмотря на это, команда перед мундиалем со времени окончания Евро-2004 потерпела лишь одно поражение, в товарищеском матче со сборной Словакии в марте 2006 года.
| Состав Сборной Франции по футболу на ЧМ 2006                                           |
| Бартез Тюрам Галлас Саньоль Виейра Абидаль Рибери (Вильтор) Анри Малуда Зидан Макелеле |

Франция на турнире играла в группе «G». После двух ничьих (0:0 со Швейцарией и 1:1 с Южной Кореей) в последнем матче решалась судьба выхода в следующий раунд. Благодаря победе со счётом 2:0 над сборной Того «трёхцветные» заняли второе место в группе и в 1/8 финала встретились со сборной Испании. На взгляд многих комментаторов только в этом матче сборная показала, что несмотря на солидный возраст большинства основных игроков, она может побороться за важнейший приз. Команда выиграла у подопечных Луиса Арагонеса со счётом 3:1. В следующих раундах французы победили фаворитов турнира сборную Бразилии (1:0 в четвертьфинале) и вице-чемпионов Европы сборную Португалии (1:0 в полуфинале). Неожиданно для многих они вышли в финал, где только в серии послематчевых пенальти проиграли сборной Италии. Финал вошёл в историю также удалением Зинедина Зидана, заканчивавшего этим матчем свою футбольную карьеру, когда на 107-й минуте матча он нанёс удар головой в грудь Марко Матерацци.
Средний возраст игроков превышал 29 лет, больше чем на чемпионате 2002 года, когда «трёхцветные» выбыли ещё в первом раунде. Именно самые опытные члены команды — Зидан (34 года, «Реал» Мадрид), центральный защитник Лилиан Тюрам (34 года, «Ювентус») и двое полузащитников оборонительного плана Патрик Виейра (30 лет, «Ювентус») и Клод Макелеле (33 года, «Челси») — получили самые лучшие отзывы и все были включены в символическую сборную чемпионата.

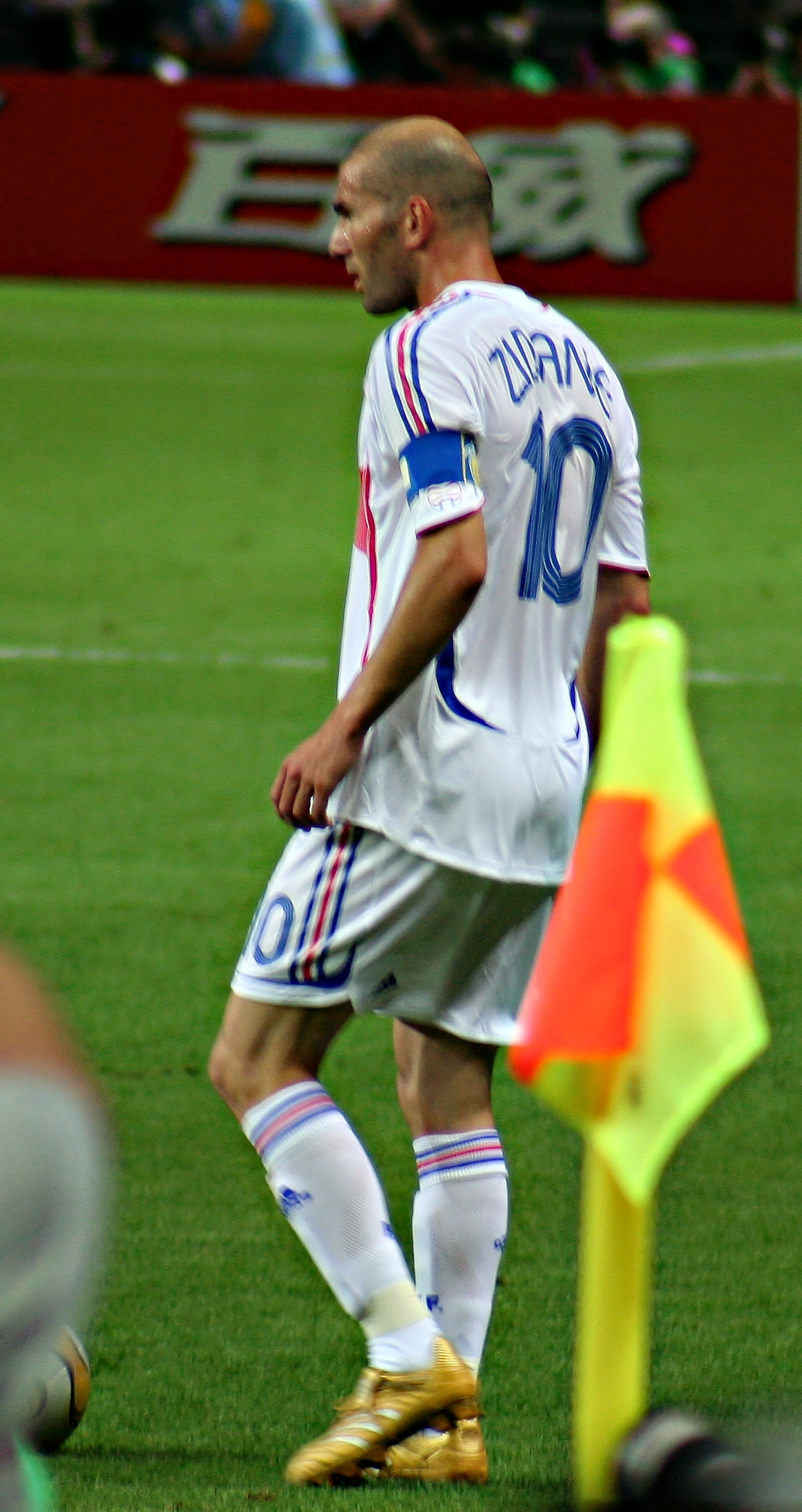
Зинедин Зидан во время финала в 2006 году.

Французы приспособились к доминировавшему среди большинства команд на мундиале убеждению, что в успехе решающее значение имеет прежде всего игра в обороне (подопечные Доменека пропустили лишь три гола). Квартет защитников под командованием Тюрама — Вилли Саньоль (29 лет, «Бавария»), Вильям Галлас (29 лет, «Челси») и самый молодой из них Эрик Абидаль (27 лет, «Олимпик Лион») — редко подпускал соперника к своей штрафной площади, так что у вратаря сборной Фабьена Бартеза (35 лет, «Олимпик Марсель») было немного работы. Впрочем перед турниром фаворитом на место в воротах считался Грегори Купе (35 лет), который вместе с «Лионом» хорошо проявил себя в Лиге чемпионов. Купе из-за проблем Бартеза со здоровьем и дисциплиной чаще появлялся на поле в отборочных играх, однако тренер Доменек, после совещания с Зиданом, принял решение оставить его на скамье запасных.
Лидером команды и её средней линии был Зидан. По мнению многих комментаторов, если бы не инцидент с его участием в финальном матче, выступление капитана команды могло бы быть оценено в самых восторженных тонах. Зидан располагался на поле сразу за нападающим, но часто подключался к атаке, удваивая силу атаки, менялся местами с фланговыми игроками, отступал назад, блестяще действовал в отборе мяча и бил по воротам (забил трижды: в 1/8 финала, решающий мяч полуфинала и в финале). Оба крайних нападающих, открытие турнира 23-летний правофланговый форвард Франк Рибери («Олимпик» Марсель) и Флоран Малуда (26 лет, «Олимпик Лион»), в своих клубах играли на позиции центральных полузащитников. Поэтому они оба часто смещались в середину поля, освобождая место для крайних защитников, в особенности для активного Саньоля. Двое опорных полузащитников — Виейра и Макелеле — подстраховывали защитников и останавливали атаки соперника ещё на его половине. Виейра зачастую увлекался защитными действиями.
В нападении за завершение атак отвечал Тьерри Анри (29 лет), провёдший успешный сезон в лондонском «Арсенале». Он также часто отходил назад, освобождая пространство полузащитникам, обычно для выдвигавшегося из глубины поля Зидана. Анри забил три гола, в том числе победный мяч во встрече со сборной Бразилии.
После турнира Доменек подумывал об отставке, но в итоге решил провести команду через отборочные матчи на Евро-2008. В ней уже не было ни Зидана, ни Бартеза, закончивших после чемпионата мира игровую карьеру.

## Годы 2006—2010. После Зидана. Эра Раймона Доменека

### Чемпионат Европы по футболу 2008. Отборочный турнир
В соперники «трёхцветным» досталась неожиданно Италия, которой они уступили в финале прошедшего мундиаля. Ещё одна команда-сенсация ЧМ-2006 — Украина — составила компанию французам и итальянцам. Также попали в группу Грузия, Шотландия, Литва и Фарерские острова.
Доменек несколько омолодил сборную и ввёл в бой резервистов ЧМ-2006. На место Зидана, которого считали незаменимым, французский специалист поставил полузащитника «Баварии» Франка Рибери. Кампанию начали ударно — победой над Грузией со счётом 3:0. В следующем матче французы взяли полноценный реванш у Италии за чемпионат мира — 3:1 в пользу «синих».
А вот две игры с Шотландией — основным конкурентом французов за путёвку на ЕВРО-2008 — не сложились. Дважды французы терпели поражение от шотландцев с одинаковым счётом 1:0. В матчах с другими командами — Литвой, Грузией, Фарерами и Украиной особых проблем не было. В тех матчах в сборной дебютировали такие игроки как Жереми Тулалан, Лассана Диарра, Карим Бензема. И также на место ключевого игрока выдвинулся новый кандидат — игравший в то время в «Олимпике» Самир Насри. Основными форвардами были Николя Анелька из «Челси» и Тьерри Анри из «Барселоны», который с 6 голами стал лучшим бомбардиром сборной на турнире. В итоге, французы вышли в финальный раунд ЕВРО-2008 со второго места, набрав 26 очков.

### Чемпионат Европы по футболу 2008. Финальный турнир
В финальной части французы попали в группу «C» и им снова досталась Италия. Также в эту группу попали Голландия и Румыния, игравшие также в одной отборочной группе «G». Надо признать, французы не смогли полностью компенсировать уход ветеранов и провалились на ЕВРО-2008.
Первый матч прошёл в Цюрихе 9 июня против Румынии и завершился нулевой ничьей, хотя по игре Румыния была ближе к победе. Эта ничья поставила под угрозу место Доменека у руля Франции. А вот у Румынии появились шансы не только впервые за 8 лет показать хоть какую-нибудь игру на футбольном турнире, но и выйти в плей-офф.

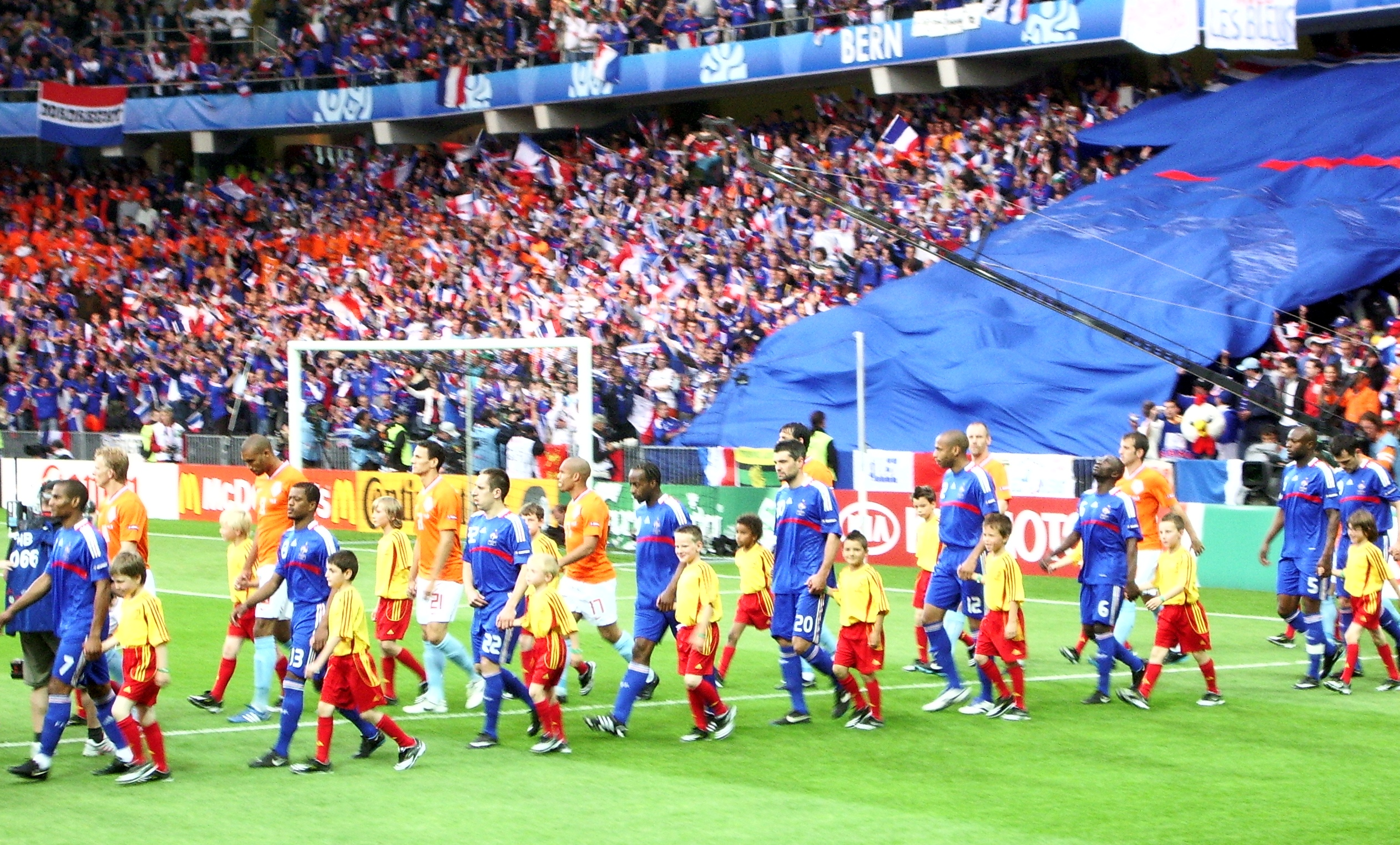
Сборная Франции в матче против Нидерландов на ЕВРО-2008

Второй матч прошёл в Берне 13 июня против Нидерландов. В том матче вместо неудачно сыгравших Анелька и Бензема вышли оправившийся от травмы Тьерри Анри и Сидни Гову. Также Доменек поменял Эрика Абидаля на Патриса Эвра. На флангах расположились Флоран Малуда и Сидни Гову, в атаку пошла связка Анри-Рибери, которая себя так и не показала. В итоге сборная Голландии не оставила шанса французам, разгромив их со счётом 4:1. После этого матча у французов остались призрачные шансы на выход из группы — в третьем туре надо было обыгрывать Италию и надеяться, что Румыния не победит Голландию.
Решающий матч для «трёхцветных» прошёл 17 июня в Цюрихе против Италии. Доменек в очередной раз ввиду катастрофической ситуации поменял состав и поставил на место опытного Лилиана Тюрама новичка команды — Франсуа Клера из «Лиона». В атаке были два чистых форварда — Анри и Бензема. Несмотря на отчаянную борьбу, Франция проиграла со счётом 2:0 и выбыла из турнира.

### Чемпионат мира по футболу 2010. Отборочный турнир
Французы начали отборочную кампанию к ЧМ-2010 очень неудачно. В первой же игре против Австрии в Вене французы неожиданно были разбиты со счётом 3:1. Этот провал стал в очередной раз поводом для отставки Раймона Доменека, который и не собирался прекращать работу с главной командой Франции. В следующем туре французы реабилитировались, победив Сербию со счётом 2:1.
| Состав Франции в стыковых матчах                                              |
| Льорис Эскюде Галлас Санья Л.Диарра Эвра Анелька Анри Жиньяк Гуркюфф А.Диарра |

Но далее снова последовала вялая и блёклая игра французов — невнятная ничья с Румынией. После этого в течение 5 игр подряд французы забивали в каждой игре ровно один гол. Три игры — две против Литвы и одна на Фарерах — завершились победой. Потом последовала очередная ничья с Румынией, которая уже потеряла тогда теоретические шансы даже на второе место, а затем ничья с Сербией, которая напрямую попала на ЧМ-2010. Только в последнем туре французы победили аутсайдеров — Фареры — со счётом 5:0.
В стыковых матчах французам выпала Ирландия, матчи против которой стали скандально известными на весь мир. Первый матч — в Дублине — французы выиграли со счётом 1:0. В ответном матче в Париже началась неразбериха. Уже на 33-й минуте усилия команды Доменека пошли крахом — Робби Кин открыл счёт в матче, по итогам двух игр счёт стал 1:1 и теперь всю игру пришлось начинать заново. Основное время закончилось со счётом 1:0 в пользу Ирландии, началось дополнительное время.
На 103-й минуте матча случился скандальный эпизод — после навеса Флорана Малуда сразу два француза оказались в офсайде, а Анри поймал рикошет от Кевина Килбейна и подхватил мяч рукой, отбросив его на Вильяма Галласа, который сравнял счёт в матче. Матч завершился ничейным результатом 1:1, а по сумме двух матчей Франция победила 2:1 и вышла в финальную часть ЧМ-2010.
Попытки ирландцев опротестовать результат игры и требования переигровки матча были отклонены, несмотря на согласие самого Тьерри Анри переиграть матч. Несмотря на выход на ЧМ-2010, множество французов посчитали такое попадание недостойным. В лучшем случае они предлагали переиграть матч.
Франция в финальной части попала в группу A, где сыграла против ЮАР, Мексики и Уругвая.

### Чемпионат мира по футболу 2010. Финальная часть — игры и скандалы
Уже до старта турнира во Франции считали, что национальная сборная обречена на провал — то, что Раймон Доменек не взял на чемпионат таких опытных игроков, как Карим Бензема и Самир Насри, вызвало бурю негодования у французов. Также остался недоволен и тренер «Арсенала» Арсен Венгер, который не рекомендовал отправляться Вильяму Галласу в ЮАР.
Первый матч французы провели 11 июня в Кейптауне против сборной Уругвая, та игра завершилась вничью 0:0. Второй матч прошёл 17 июня в Полокване. Французы уступили сборной Мексики со счётом 0:2.

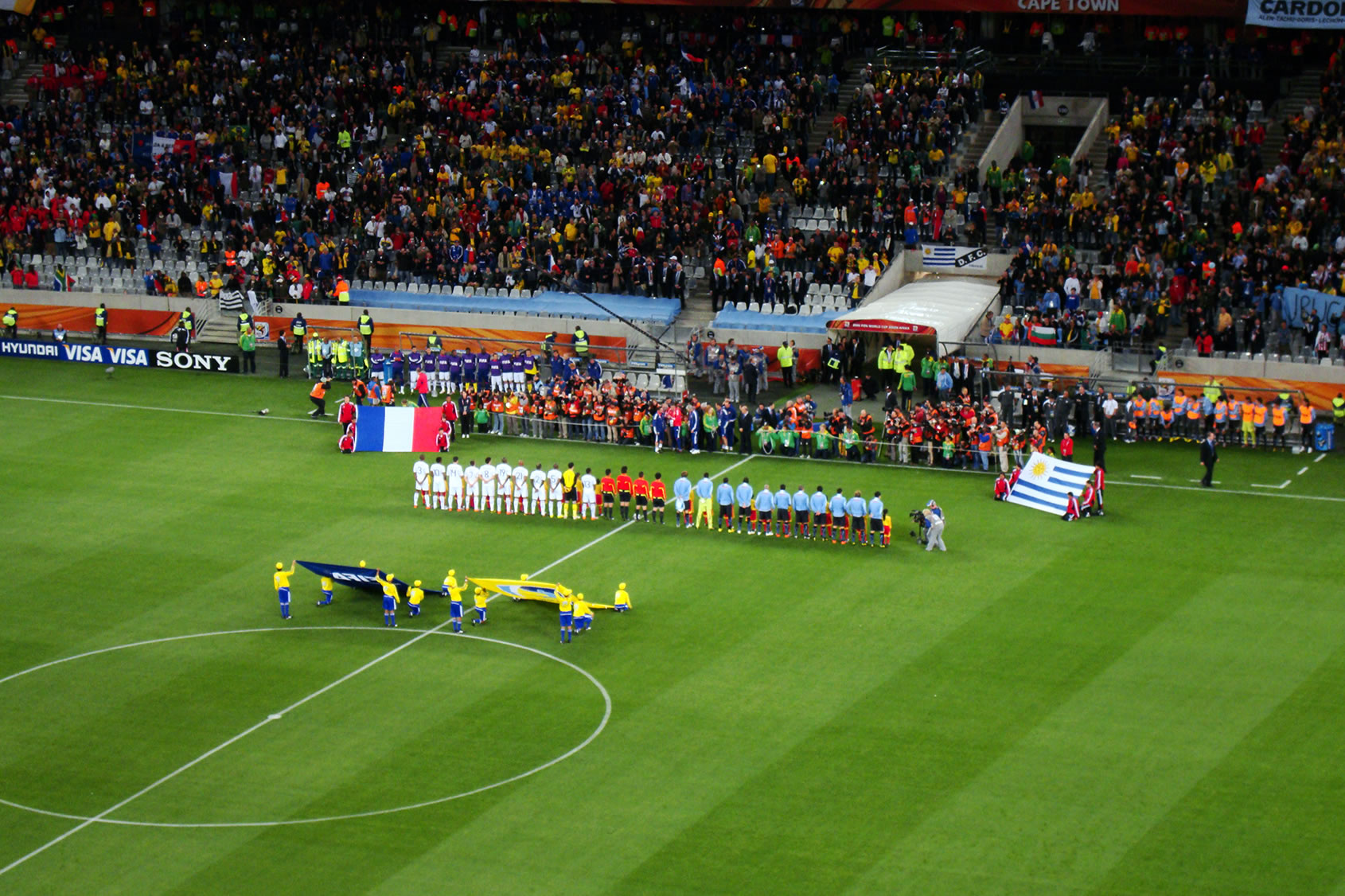
Матч Уругвай — Франция на стадионе «Кейптаун»

Та игра ознаменовалась скандалом — в перерыве Раймон Доменек раскритиковал форварда Николя Анелька за его слабую игру и угрожал заменить того. В ответ на это Анелька, по словам журналистов, выкрикнул несколько оскорбительных фраз в адрес французского тренера, но, несмотря на такой протест, всё же был заменён, а после игры официально был отчислен. Сам Анелька после этого сообщения объявил о завершении карьеры в сборной и в интервью заявил, что его оскорбления в адрес Доменека — выдумка журналистов.
Незадолго до третьего матча игроки, возмущённые решениями тренера, отказались прийти на тренировку и написали ему открытое письмо, в котором осудили как игровые решения тренера, так и отчисление Анелька. Эта ситуация привела к тому, что подали в отставку несколько руководителей Французской федерации футбола. В дело вмешался даже президент Франции Николя Саркози, который приказал разобраться в произошедшем, а от футболистов потребовал выступить достойно хотя бы в третьем матче.
Сам третий матч прошёл 22 июня в Блумфонтейне и был решающим как для французов, так и для хозяев турнира. Но эту встречу французы опять проиграли со счётом 1:2. «Трёхцветные» покинули турнир, набрав всего одно очко в матче против Уругвая. Сам Раймон Доменек заявил, что после турнира покинет пост, уступив команду Лорану Блану.

## Годы 2010—2012. Лоран Блан
2 июля 2010 года Лоран Блан официально вступил на пост главного тренера сборной Франции, подписав двухлетний контракт.
Лоран Блан пообещал изменить порядки в команде и на одном из выступлений заявил, что в команде будет жёсткая дисциплина, которой будут подчиняться все. Также он призвал игроков национальной команды выучить слова гимна страны, чтобы петь его перед матчами.
После событий на чемпионате мира 2010 Федерация футбола Франции приняла решение дисквалифицировать от участия в первом матче под руководством Блана всех 23-х игроков, принимавших участие в том первенстве мира. Помимо этого пятиматчевую дисквалификацию получил Патрис Эвра, на три матча был дисквалифицирован Рибери и на один матч Тулалан. Самую длительную дисквалификацию получил Николя Анелька — 18 матчей, и несмотря на то, что он был исключён из сборной, Блан заявил, что у Анелька ещё есть шанс надеть футболку сборной.
Позже в сборную были вызваны отбывшие дисквалификацию Эвра и Рибери, несмотря на требования министра спорта Франции Шанталь Жуанно не вызывать их в команду. Также с первых матчей Блан вызвал в сборную не игравших на мундиале 2010 Самира Насри и Карима Бензема. Играя по схеме в одного нападающего, Блан делает ставку именно на Бензема, как основного нападающего. Как и при Доменеке основным вратарём остался Уго Льорис.
С приходом Блана, в сборную были приглашены ряд молодых футболистов взамен уже завершившим карьеру. Сборную покинули Николя Анелька, Вильям Галлас, Патрик Виейра. Также после чемпионата мира 2010 о завершении карьеры объявил её лучший бомбардир Тьерри Анри. Изменения коснулись руководства и тренерского штаба сборной. Блан пригласил к себе в помощники Жан-Луи Гассе, с которым они вместе работали в «Бордо», а также бывшего исполнительного директора «Лиона» Марино Фацциоли. Сменился также президент сборной. После того как Жан-Пьер Эскалетт подал в отставку после событий на чемпионате мира 2010, на его пост был назначен Ноэль Ле Граэ.
Первый матч под руководством Лорана Блана состоялся 11 августа 2010 года. Это была товарищеская игра со сборной Норвегии на стадионе «Уллевол». Матч завершился поражением французской сборной 1:2. После матча главный тренер сборной Франции Лоран Блан выразил удовлетворение игрой своих подопечных, несмотря на поражение.

### Чемпионат Европы по футболу 2012. Отборочный турнир
В сентябре 2010 года сборная начала цикл отборочных матчей на ЕВРО 2012. Сборная Франции боролась за попадание на ЕВРО 2012 с командами из Румынии, Боснии и Герцеговины, Беларуси, Албании и Люксембурга. Состав группы очень сильно напоминал группу G отбора на ЕВРО 2008 (вместо Франции и Боснии там были Голландия, Словения и Болгария).
| Состав сборной Франции на Евро-2012 |
| Льорис Дебюши (Ревейер) Рами Мексес (Косельни) Клиши (Эвра) Кабай (М’Вила) А.Диарра Менез (Бен Арфа) Насри (Мартен) Рибери (Малуда) Бензема (Жиру) |

Первая встреча в рамках турнира состоялась 3 сентября 2010 года. Сборная Франции на домашнем стадионе «Стад де Франс» принимала сборную Беларуси. В этом матче французы неожиданно уступили белорусам со счётом 0:1. Это поражение стало уже вторым для Лорана Блана и первым для сборной Франции на «Стад де Франс» за последние 11 лет.
Спустя всего четыре дня после встречи со сборной Беларуси, подопечным Лорана Блана предстоял выездной матч против сборной Боснии и Герцеговины. Французы одержали победу со счётом 2:0. Затем сборная провела два домашних матча в рамках того же турнира. Команда принимала сборные Румынии и Люксембурга. Оба этих матча завершились победой французской сборной со счётом 2:0.
Ответный матч со сборной Беларуси состоялся 3 июня на стадионе «Динамо» в городе Минск. Матч завершился ничьей 1:1. В послематчевом интервью Лоран Блан выразил разочарование результатом, сказав что в этом матче рассчитывал получить три очка.
После летнего перерыва сборной Франции предстояли два выездных матча — в Албании и Румынии. Матч против сборной Албании прошёл 2 сентября на стадионе «Кемаль Стафа» в Тиране и завершился победой Франции 2:1. Тренер французов Лоран Блан хотя и остался доволен результатом, заявил, что команда может играть и лучше. Матч со сборной Румынии состоялся 6 сентября. Итогом матча стала ничья 0:0. По мнению главного тренера французов, причиной такого результата стало плохое состояние поля.
В октябре 2011 года сборной предстояло принять участие в двух оставшихся матчах отборочного цикла. Оба матча прошли на «Стад де Франс». Первый матч состоялся 7 октября против сборной Албании. Французы без особого труда победили — 3:0. Таким образом Франция подошла к решающему матчу против сборной Боснии имея в своём активе 20 очков. Сборная Боснии находилась на втором месте с 19 очками. С точки зрения турнирных перспектив сборной Франции хватило бы и ничьей, чтобы напрямую квалифицироваться на ЕВРО-2012. Однако главный тренер сборной заявил, что команда будет играть только на победу. Сам матч состоялся 11 октября. Матч окончился ничьей 1:1, благодаря чему сборная Франции напрямую квалифицировалась в финальную часть ЕВРО-2012, проиграв лишь один матч в отборочном цикле.
2 декабря, в Киеве состоялась жеребьёвка финальной части чемпионата Европы 2012 года. Франция по итогам жеребьёвки оказалась в одной группе с хозяйкой турнира сборной Украины, а также со сборными Англии и Швеции.

### Чемпионат Европы по футболу 2012. Финальный раунд
Групповой турнир сборная Франции начала с ничьи 1:1 со сборной Англии. В следующем матче французам противостояла хозяйка турнира — сборная Украины. Игра была остановлена уже на 5 минуте из-за сильного ливня. Матч продолжился лишь спустя 55 минут и завершился победой сборной Франции со счётом 2:0. В завершающем матче группового этапа французы встречались со сборной Швеции. Сборная Франции потерпела поражение со счётом 0:2, но несмотря на это, вышла в четвертьфинал.
Там сборная Франции потерпела поражение от сборной Испании (ставшей позднее чемпионом Европы) со счётом 0:2, и выбыла из турнира.

## Годы 2012 — наше время. Эра Дидье Дешама
30 июня 2012 года Лоран Блан после встречи с президентом Федерации футбола Франции Ноэлем Ле Грэ официально покинул пост главного тренера национальной сборной. Через неделю, 8 июля, Дидье Дешам был назначен тренером сборной Франции. Его основной задачей стал выход сборной Франции на чемпионат мира 2014 в Бразилии. Контракт был рассчитан на 2 года и мог быть автоматически продлён в случае успешной квалификации.

### Чемпионат мира по футболу 2014. Возвращение в элиту
В отборочном этапе чемпионата мира 2014 года сборная Франции попала в одну группу со сборными Испании, Беларуси, Грузии и Финляндии. В отборе команда заняла 2-е место, пропустив вперёд сборную Испании и вынуждена была пробивать себе дорогу на чемпионат мира в стыковых матчах, где ей попалась сборная Украины. Первый матч 15 ноября 2013 года прошёл в Киеве на стадионе НСК «Олимпийский». Сборная Франции уступила со счётом 0:2, пропустив голы от Романа Зозули и Андрея Ярмоленко. Спустя четыре дня на стадионе «Стад де Франс» сборная Франции обыграла сборную Украины со счётом 3:0 благодаря дублю Мамаду Сако и голу Карима Бензема и тем самым квалифицировалась на чемпионат мира 2014.
| Состав сборной Франции на ЧМ-2014 |
| Льорис Дебюши (Санья) Варан Сако (Косельни) Эвра (Динь) Кабай (Шнедерлен) Погба (Сиссоко) Матюиди Вальбуэна Бензема (Жиру) Гризманн (Реми) |

В финальной стадии жеребьёвка свела Францию с соперниками из Швейцарии, Эквадора и Гондураса. Французы в итоге дошли до четвертьфинала, показав, что им удалось преодолеть последствия кризиса 2008—2011 годов и вернуться в список сильнейших сборных планеты. В первом матче французы разгромили сборную Гондураса, победу им принёс хет-трик Карима Бензема, также разгром от Франции получили и швейцарцы. Открыли счёт французы, забил Оливье Жиру, и сразу после розыгрыша мяча Блез Матюиди точным ударом удвоил счёт, перед перерывом отличился Вальбуэна после передачи Жиру и сделал счёт 3:0. Во втором тайме давление на Швейцарию не ослабло: отличились Карим Бензема (4:0) и Мусса Сиссоко (5:0). Однако выиграть «всухую» не удалось: у швейцарцев отличились Блерим Джемаили и Гранит Джака. В итоге был зафиксирован счёт 5:2 в пользу Франции. В матче против Эквадора забить не удалось (0:0), но это не помешало сборной Франции выйти из группы с первого места. В 1/8 финала Франция не без труда обыграла Нигерию (2:0): забить удалось только в конце второго тайма — отличились Поль Погба после передачи с углового и Антуан Гризманн. В 1/4 финала французы попали на Германию и проиграли со счётом 0:1, но показали хороший результат на протяжении всего турнира. Удачное выступление сборной Франции вывело её на высокий уровень. После этого сборная стала готовиться к домашнему чемпионату Европы 2016.

### ДомашнийЕвро-2016. В шаге от чемпионства
28 мая 2010 года заявка Франции на проведение Евро-2016 победила итальянского и турецкого кандидатов. «Трёхцветные» как хозяева первенства получили право сыграть на турнире без квалификационных матчей.
Сборная с самого начала была одним из фаворитов чемпионата. На протяжении всего турнира вплоть до финала «синие» не потерпели ни одного поражения и единственный раз сыграли вничью со Швейцарией. Настоящей сенсацией чемпионата стал нападающий Антуан Гризманн, забивший 6 мячей (по количеству голов на одном чемпионате он уступает лишь Мишелю Платини), а также отличились Димитри Пайет и Оливье Жиру, забившие по 3 мяча. На групповом этапе Франция не без труда обыграла Румынию (2:1) и Албанию (2:0), сыграла вничью со Швейцарией (0:0) и вышла из группы с первой позиции.
В 1/8 финала состоялся непростой поединок с Ирландией (2:1), в котором французы уступали со 2-й минуты матча, и только «дубль» Гризманна, оформленный за 4 минуты во втором тайме и удаление игрока соперников спустя ещё 5 минут перевернули ход встречи. Это был последний матч «трёхцветных» на турнире, сыгранный по схеме 4-3-3. В дальнейшем Дешам предпочёл использовать 4-2-3-1 с модификацией 4-4-1-1 с Гризманном в роли оттянутого и/или периодически второго форварда. В 1/4 финала Франция не оставила шансов одной из главных сенсаций чемпионата — сборной Исландии (5:2). Оливье Жиру отметился дублем, а также по одному голу забили Поль Погба, Димитри Пайет и Антуан Гризманн. Однако сыграть матч «всухую» не удалось. Во втором тайме уже при счёте 4:0 исландцы отметились двумя голами в ворота Уго Льориса. После победы в полуфинале над чемпионом мира сборной Германии со счётом 2:0, где героем матча вновь стал Гризманн, забив два гола в ворота Мануэля Нойера, сборная вышла в финал.
В битве за чемпионство французы сошлись с одним из аутсайдеров чемпионата командой Португалии, которая вышла в плей-офф с третьей позиции и с огромным трудом смогла пробиться в финал через Хорватию, Польшу и Уэльс. На 8-й минуте Димитри Пайет столкнулся с капитаном и лучшим бомбардиром соперников Криштиану Роналду, в результате чего последний получил серьёзную травму и через несколько минут был заменён. Казалось, победа хозяев Евро была не за горами, однако все попытки «синих» взломать насыщенную оборону противника оказывались тщетными. Уже в дополнительное время, на 109-й минуте, вышедший на замену нападающий португальцев Эдер дальним ударом поразил ворота Льориса. Этот гол оказался единственным за весь матч. Таким образом, сборная Франции стала только серебряным призёром домашнего чемпионата Европы-2016.

### Чемпионат мира по футболу 2018. Отборочный этап
После «серебра», завоёванного на Евро-2016, «трёхцветные» под руководством Дешама начали подготовку к квалификации чемпионата мира 2018 года в России. Состав группы A, куда из второй корзины попала сборная Франции при жеребьёвке отборочного раунда зоны УЕФА, прошедшей в Санкт-Петербурге, определился чуть менее чем за год до домашнего Евро — 25 июля 2015 года. Соперниками «синих» стали сборные Нидерландов, Швеции, Болгарии, Беларуси и Люксембурга.
6 сентября 2016 года в выездной игре 1-го тура квалификации с Беларусью Дешам использовал схему 4-2-3-1, на которую французы перешли по ходу Евро-2016. Место травмированного голкипера Льориса занял его многолетний сменщик Стив Манданда, на краях обороны появились дебютировавшие в официальных матчах за сборную Джибриль Сидибе и Левен Кюрзава, пару центральных защитников составили Лоран Косельни и Рафаэль Варан, получивший капитанскую повязку. В опорной зоне главный тренер использовал Н’Голо Канте и самого дорогого футболиста мира Поля Погба. На флангах атаки сыграли Антони Марсьяль и Мусса Сиссоко, неплохо проявивший себя на позиции правого вингера на Евро-2016. Место центрфорварда занял Оливье Жиру, второго нападающего, действующего из глубины, — лучший игрок минувшего чемпионата Европы Антуан Гризманн. Несмотря на внушительный состав и большое преимущество по ходу матча белорусы смогли удержать нулевую ничью, чему не смог помешать и выход на замену атакующей группы в лице Димитри Пайета, Усмана Дембеле (также дебютанта в официальных играх за сборную) и Кевина Гамейро.
В домашнем матче 2-го тура против Болгарии, состоявшемся 7 октября, Дешам пошёл на ряд перестановок. Так, в ворота вернулся Уго Льорис, на правый фланг обороны ветеран сборной Бакари Санья, в опорной зоне пару Полю Погба составил Блез Матюиди, слева в атаке с первых минут вышел Димитри Пайет, а центрфорвардом стал Кевин Гамейро. Уже на 6-й минуте игры болгары повели в счёте: назначенный за фол Санья пенальти реализовал Михаил Александров. Однако через 17 минут положение выровнял Гамейро, забивший головой с подачи «антигероя» старта Санья. Ещё через 3 минуты подача Пайета в штрафную площадь привела к голу атакующего полузащитника — никто не коснулся мяча, чем был дезориентирован вратарь болгар. На 38-й минуте ошибка дебютанта сборной Болгарии Димитара Пиргова в поперечной передаче рядом со штрафной позволила Гризманну перехватить мяч и отправить его в правый угол. Точку в матче поставил Гамейро, замкнувший прострел Гризманна за полчаса до окончания игры — 4:1.
10 октября в выездной игре 3-го тура квалификации со сборной Нидерландов Дешам произвёл лишь одну замену по сравнению с предыдущим матчем на «Стад де Франс»: вместо получившего травму Санья на правый фланг обороны вышел Сидибе. Главный тренер предпочёл использовать схему 4-4-2 с Гризманном и Гамейро в роли сдвоенного центра при том, что первый имел большую свободу для манёвра. Единственный гол на 30-й минуте забил Погба, дальним ударом застав врасплох нидерландского голкипера Мартена Стекеленбурга.
11 ноября в 4-м туре отборочного турнира сборная Франции дома, на стадионе Стад де Франс, принимала команду Швеции. Первый тайм завершился нулевой ничьей. Во втором тайме на 55 минуте матча счёт открыл швед Эмиль Форсберг, однако после этого французы Поль Погба и Димитри Пайет отыграли по одному мячу и принесли своей команде победу со счётом 2:1.
27 марта 2017 года в матче 5-го тура «синие» на выезде одолели Люксембург со счётом 3:1. В этом матче отличились французы Гризманн (с пенальти) и Жиру (дубль) и люксембуржец Орельен Жоаким (с пенальти).
В июне в 6-м туре отбора французы на выезде играли со сборной Швеции. В первом тайме Оливье Жиру открыл счёт, но потом скандинавы отыграли 1 мяч, и команды ушли на перерыв при счёте 1:1. Во втором тайме капитан и вратарь сборной Франции Уго Льорис допустил грубую ошибку, покинув ворота, и швед Тойвонен поразил ворота соперника с дальней дистанции и тем самым вывел свою команду вперёд. В итоге французы проиграли 1:2.
31 августа в матче 7-го тура сборная Франции на Стад де Франс принимала сборную Голландии. «Трёхцветные» с самого начала игры начали давить на своих оппонентов. На 14 минуте Антуан Гризманн открыл счёт, и первый тайм закончился с преимуществом хозяев в 1 мяч. Во втором тайме полузащитник сборной Голландии Кевин Стротман получил 2 жёлтые карточки, а следовательно, и красную. «Оранжевым» пришлось играть полчаса в меньшинстве. На 73 минуте полузащитник сборной Франции Тома Лемар забил первый гол за национальную команду, а спустя несколько минут записал на свой счёт второй мяч. В добавленное время вышедший на замену Килиан Мбаппе поставил точку в этом матче — 4:0, победа «синих».
Спустя несколько дней в 8-м туре квалификации французы, несмотря на колоссальное преимущество по многим показателям, не справились со сборной Люксембурга. Кроме того, игрок гостей вышел с вратарём сборной Франции Уго Льорисом один на один, нанёс удар по воротам, но попал в штангу, что спасло «трёхцветных» от поражения. Итог — сенсационная ничья 0:0.
7 октября в матче 9-го тура сборная Франции на выезде, на стадионе Васил Левски, победила команду Болгарии со счётом 1:0. Единственный гол забил Блез Матюиди на 3 минуте.
10 октября в матче последнего, 10 тура квалификации Франция на домашнем стадионе Стад де Франс играла с Беларусью. В первом тайме отличились французы Гризманн и Жиру, после чего на 44-й минуте белорус Сарока поразил ворота соперника и тем самым установил окончательный счёт матча — 2:1.
По итогам отборочного турнира сборная Франции заняла первое место в своей группе и вышла на чемпионат мира 2018 года напрямую.

### Чемпионат мира по футболу 2018. Вторая победа на чемпионате мира
| Состав сборной Франции на ЧМ-2018                                                                                    |
| Льорис (к) Павар Варан Умтити Эрнандес Канте (Нзонзи) Погба Матюиди (Толиссо) Гризманн (Дембеле) Жиру Мбаппе (Фекир) |

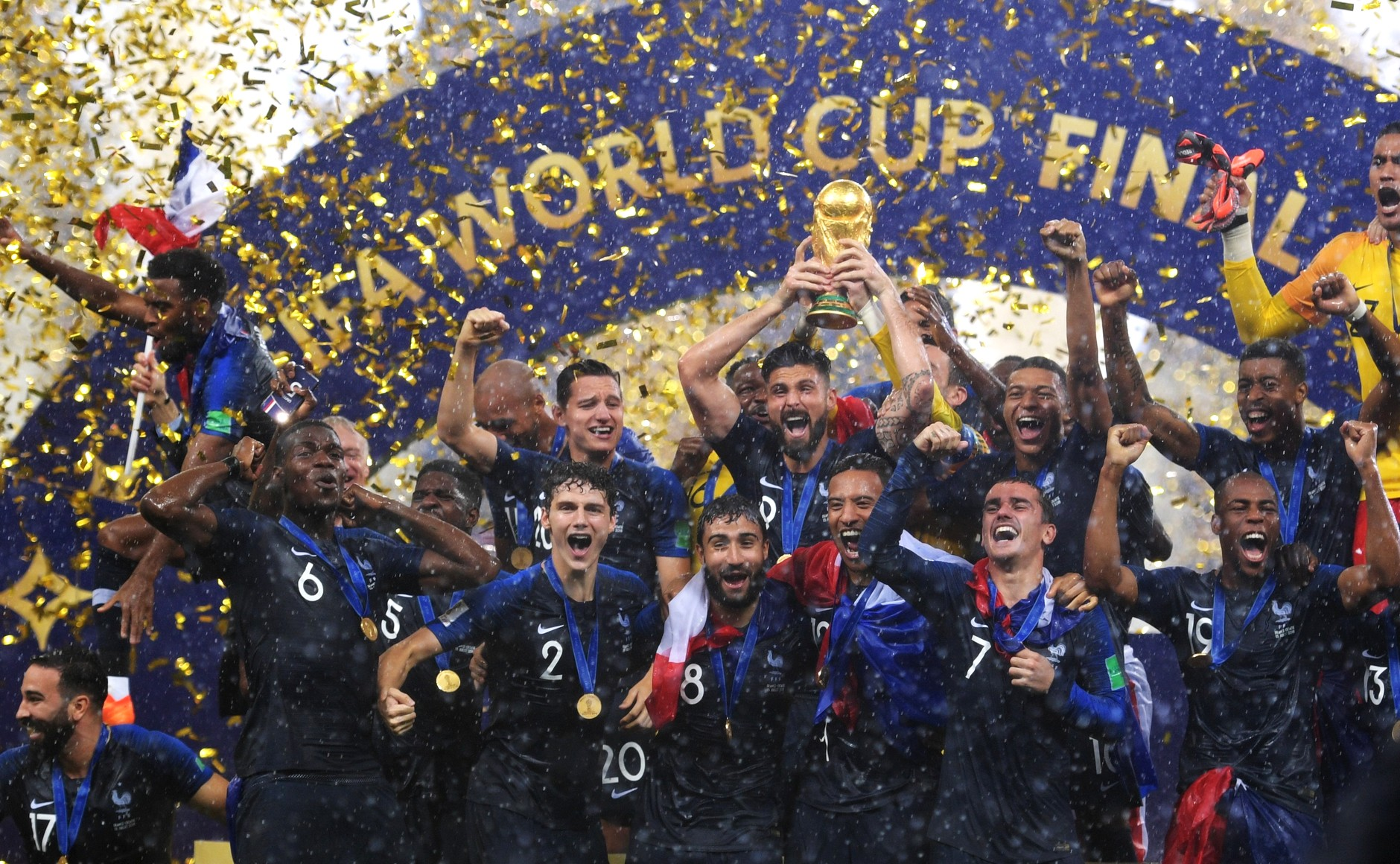
Сборная Франции с Кубком мира

Жеребьёвка чемпионата мира 2018 поместила сборную Франции в группу с командами Австралии, Перу и Дании. В первом матче против австралийской команды нападающий Антуан Гризманн открыл счёт, реализовав пенальти, после чего защитник Самюэль Умтити коснулся рукой мяча в своей штрафной площади, и австралиец Единак забил 11-метровый и сравнял счёт. Затем игрок сборной Австралии Бехич срезал гол в свои ворота, и в итоге «трёхцветные» выиграли со счётом 2:1. В следующем матче гол Килиана Мбаппе принёс французам победу над командой Перу 1:0, и в итоге подопечные Дидье Дешама обеспечили себе выход в плей-офф. Нулевая ничья с датчанами позволила французам удержаться на первом месте в группе. В 1/8 финала сборная Франции встречалась со сборной Аргентины. Антуан Гризманн открыл счёт, забив пенальти, после чего Анхель ди Мария сравнял счёт. Во втором тайме гол Меркадо вывел аргентинцев вперёд, однако защитник Бенджамин Павар сравнял счёт ударом с лёта из-за пределов штрафной (этот гол впоследствии был признан самым красивым на турнире), а Килиан Мбаппе оформил дубль, и лишь в добавленное время Серхио Агуэро отыграл один мяч. В итоге европейцы выиграли 4:3 и вышли в четвертьфинал, где обыграли сборную Уругвая 2:0 благодаря голам защитника Рафаэля Варана в первом тайме и Гризманна во втором. В полуфинале «синие» добились минимальной победы над сборной Бельгии 1:0, Умтити забил гол головой с подачи углового. В финале «синие» играли с Хорватией. После подачи штрафного Антуаном Гризманном Марио Манджукич забил гол в свои ворота, однако Иван Перишич сравнял счёт. Позднее из-за игры рукой в своей штрафной всё того же Перишича, был назначен пенальти, который был успешно оформлен Гризманном. Первый тайм закончился со счётом 2:1 в пользу французов. После перерыва Поль Погба и Килиан Мбаппе довели счёт до 4:1, однако ошибка вратаря Уго Льориса, сделавшего неточный пас на ногу Манджукича, позволила нападающему соперников отыграть свой автогол в нужные ворота. Таким образом, сборная Франции победила 4:2 и во второй раз в своей истории стала чемпионом мира, а Дидье Дешам стал третьим тренером в истории, после Загалло и Беккенбауэра, которому удалось выиграть кубок мира и как игрок, и как тренер.

## Текущий состав
Следующие игроки были вызваны в состав сборной главным тренером Дидье Дешамом для участия в матчах плей-офф Лиги наций УЕФА 2024/2025 5 и 8 июня 2025 года.
Игры и голы приведены по состоянию на 8 июня 2025 года
|  | Вр  | Майк Меньян        | 3 июля 1995 (30 лет)      | 32 | 0  | Милан           |  |  |
|  | Вр  | Брис Самба         | 26 апреля 1994 (31 год)   | 3  | 0  | Ренн            |  |  |
|  | Вр  | Люка Шевалье       | 6 ноября 2001 (23 года)   | 0  | 0  | Лилль           |  |  |
|  |     |                    |                           |    |    |                 |  |  |
|  | Защ | Бенжамен Павар     | 28 марта 1996 (29 лет)    | 55 | 5  | Интер Милан     |  |  |
|  | Защ | Люка Динь          | 20 июля 1993 (32 года)    | 52 | 0  | Астон Вилла     |  |  |
|  | Защ | Лукас Эрнандес     | 14 февраля 1996 (29 лет)  | 39 | 0  | Пари Сен-Жермен |  |  |
|  | Защ | Тео Эрнандес       | 6 октября 1997 (27 лет)   | 38 | 2  | Милан           |  |  |
|  | Защ | Ибраима Конате     | 25 мая 1999 (26 лет)      | 23 | 0  | Ливерпуль       |  |  |
|  | Защ | Клеман Лангле      | 17 июня 1995 (30 лет)     | 16 | 1  | Атлетико Мадрид |  |  |
|  | Защ | Мало Гюсто         | 19 мая 2003 (22 года)     | 3  | 0  | Челси           |  |  |
|  | Защ | Лоик Баде          | 11 апреля 2000 (25 лет)   | 1  | 0  | Севилья         |  |  |
|  | Защ | Пьер Калюлю        | 5 июня 2000 (25 лет)      | 1  | 0  | Ювентус         |  |  |
|  |     |                    |                           |    |    |                 |  |  |
|  | ПЗ  | Адриен Рабьо       | 3 апреля 1995 (30 лет)    | 53 | 6  | Олимпик Марсель |  |  |
|  | ПЗ  | Орельен Чуамени    | 27 января 2000 (25 лет)   | 41 | 3  | Реал Мадрид     |  |  |
|  | ПЗ  | Маттео Гендузи     | 14 апреля 1999 (26 лет)   | 14 | 2  | Лацио           |  |  |
|  | ПЗ  | Ману Коне          | 17 мая 2001 (24 года)     | 8  | 0  | Рома            |  |  |
|  | ПЗ  | Варрен Заир-Эмри   | 8 марта 2006 (19 лет)     | 7  | 1  | Пари Сен-Жермен |  |  |
|  |     |                    |                           |    |    |                 |  |  |
|  | Нап | Килиан Мбаппе      | 20 декабря 1998 (26 лет)  | 90 | 50 | Реал Мадрид     |  |  |
|  | Нап | Усман Дембеле      | 15 мая 1997 (28 лет)      | 56 | 7  | Пари Сен-Жермен |  |  |
|  | Нап | Рандаль Коло Муани | 5 декабря 1998 (26 лет)   | 31 | 9  | Ювентус         |  |  |
|  | Нап | Маркюс Тюрам       | 6 августа 1997 (27 лет)   | 30 | 2  | Интер Милан     |  |  |
|  | Нап | Брадли Баркола     | 2 сентября 2002 (22 года) | 14 | 2  | Пари Сен-Жермен |  |  |
|  | Нап | Майкл Олисе        | 12 декабря 2001 (23 года) | 8  | 2  | Бавария         |  |  |
|  | Нап | Дезире Дуэ         | 3 июня 2005 (20 лет)      | 3  | 0  | Пари Сен-Жермен |  |  |
|  | Нап | Райан Шерки        | 17 августа 2003 (21 год)  | 2  | 1  | Олимпик Лион    |  |  |

## Тренерский штаб

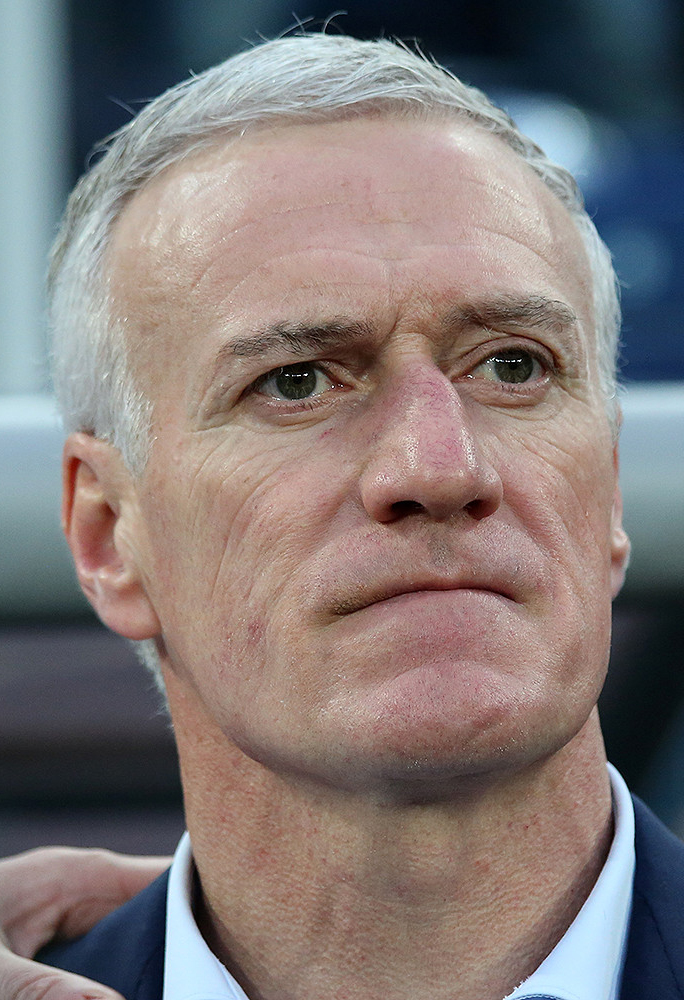
Дидье Дешам, нынешний тренер сборной Франции

| Должность                 | Имя                                                                       |
| ------------------------- | ------------------------------------------------------------------------- |
| Главный тренер            | Дидье Дешам                                                               |
| Тренер вратарей           | Франк Равио                                                               |
| Помощник тренера          | Ги Стефан                                                                 |
| Спортивный координатор    | Эрван Ле Прево                                                            |
| Административный директор | Фредерик Форестас                                                         |
| Медицинский персонал      | Франк Ле Галль Жанн-Ив Вандевалль Кристоф Жоффруа Тьерри Лоран Сириль Про |

## Инфраструктура

### Клерфонтен

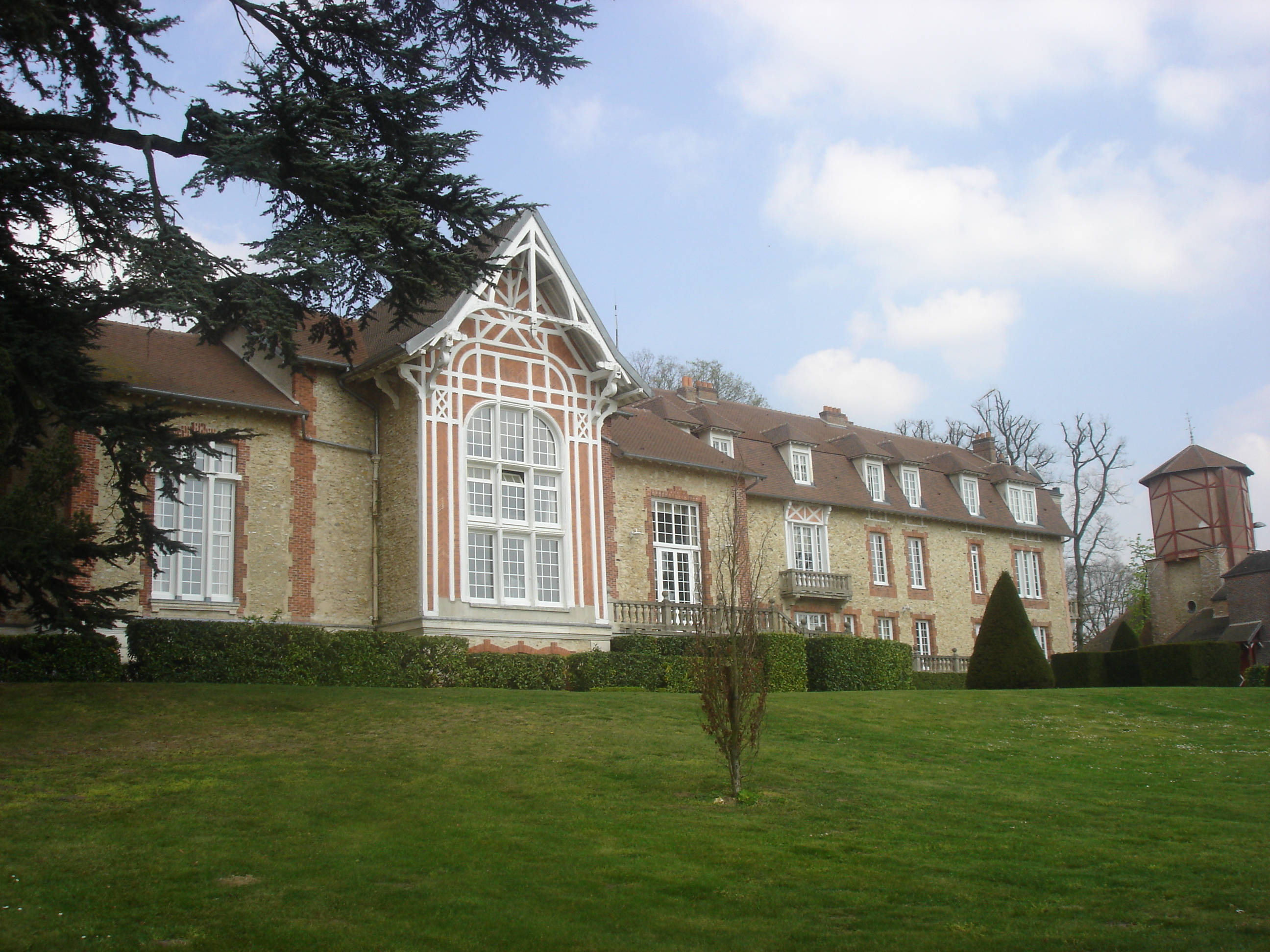
Клерфонтен

Во время подготовки к различным соревнованиям, сборная Франции проводит занятия в национальном техническом центре футбола Фернана Састра, более известный как французский национальный футбольный центр «Клерфонтен». Расположен центр, включающий в себя одну из самых известных футбольных академий в мире, в 60 километрах к юго-западу от Парижа.
В июне 1988 года президент Франции Франсуа Миттеран придал этому заведению статус национального центра футбола Франции, который оно носит и по сей день. Идея создания центра принадлежала Фернану Састру, президенту федерации футбола Франции в период с 1972 по 1984 год.
Функциональное назначение этого центра — подготовка всех сборных команд Франции, подготовка тренеров и других специалистов в сфере футбола, национальная академия футбола, проведение учебно-тренировочных сборов футбольных клубов различных уровней и проведение корпоративных мероприятий. В центре постоянно работают 60 человек. Общая площадь территории центра равна 56 гектарам.

### Парк де Пренс

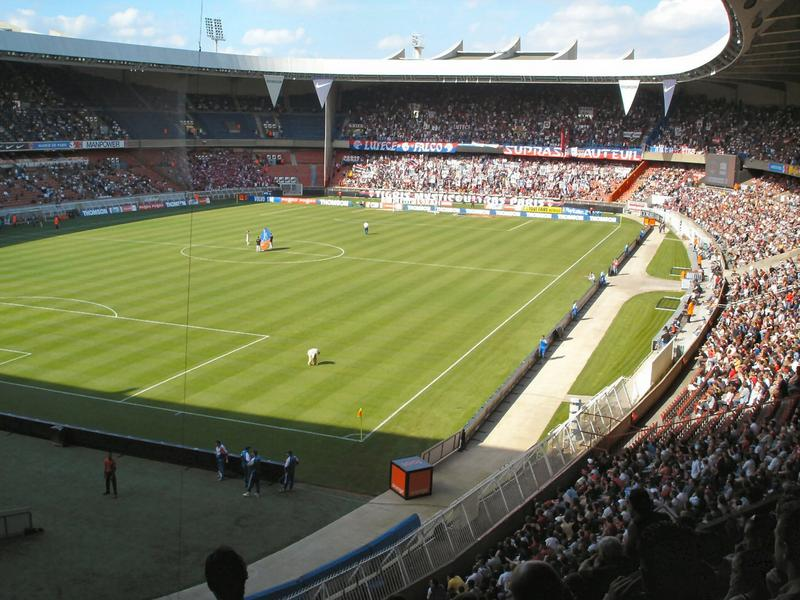
Парк де Пренс

До 1998 года являлся основным стадионом для игр сборной Франции, пока в пригороде Парижа Сен-Дени специально к чемпионату мира 1998 года не был построен «Стад де Франс». С 12 февраля 1905 по 11 июня 1997 года на Парк де Пренс было проведено 127 официальных матчах за сборной Франции. Стадион вмещает 47 428 зрителей. На данный момент является домашней ареной для столичного клуба «Пари Сен-Жермен».
«Парк де Пренс» принимал у себя два финала чемпионатов Европы: 1960 и 1984 годов. Именно на этом стадионе в 1984 году в финальном матче Франция впервые в своей истории стала чемпионом Европы, обыграв сборную Испании 2:0 перед 47 368 зрителями.
12 сентября 2007 года «Парк де Пренс» принимал матч отборочного цикла на Евро-2008 против сборной Шотландии, поскольку на «Стад де Франс» проводился Кубок мира по регби.

### Стад де Франс
Построенный специально к чемпионату мира по футболу 1998 года, «Стад де Франс» был торжественно открыт 28 января 1998 года во время футбольного матча между Францией и Испанией. Зинедин Зидан стал первым игроком сборной Франции, сумевшим отличиться на новом стадионе. Именно на этом стадионе Франция выиграла свой первый титул чемпиона мира.
На матч Франция — Украина, проводившегося в рамках квалификации на чемпионат Европы 2008, на стадион пришёл 80 051 зритель, что стало рекордом посещаемости для сборной на домашнем стадионе. А рекорд посещаемости стадиона был побит 9 мая 2009 года на финальном матче Кубка Франции, где встречались «Ренн» и «Генгам». Тогда стадион посетило 80 056 зрителей.
Между Федерацией футбола Франции и руководством стадиона заключён контракт, по которому как минимум 5 матчей сборной Франции должны проходить на «Стад де Франс».

### Другие стадионы
Помимо своего основного стадиона, сборная Франции регулярно проводит игры и на других стадионах за пределами Парижа. В начале 2010 года 22 стадиона вне столицы принимали по крайней мере один матч сборной. Наиболее посещённый стадион — «Велодром», являющийся домашней ареной футбольного клуба «Олимпик Марсель». Сборная Франции провела на этом стадионе 13 встреч. Стадион Божуар в Нанте и стадион Жерлан в Лионе принимали по 8 матчей национальной сборной.
«Трёхцветные» ни разу не проигрывали на стадионе «Боллар-Делелис» в Лансе, на котором они провели также 8 встреч. Также Франция сыграла по 6 раз на стадионах в Тулузе и Сент-Этьене. Первый международный матч сборной, сыгранный вне парижского округа — встреча, состоявшаяся 25 января 1914 года на стадии «Виктор Буке» (Лилль) против сборной Бельгии, которая завершилась победой французской сборной со счётом 4:3.

## Спонсоры и партнёры
Основными партнёром Федерации футбола Франции и национальной сборной является банковская компания Credit Agricole. Credit Agricole является основным партнёром и обладает исключительными правами в области банковского дела и страхования французской федерации футбола. Соглашение рассчитано до 2014 года. Ещё одним партнёров сборной Франции является крупная французская энергетическая и газовая компания «GDF Suez».
Компания Nike является техническим спонсором сборной. До 2010 года спонсором сборной Франции являлась компания «Adidas», сотрудничающая с французами с 1972 года. С 2011 года новым техническим спонсором сборной стала компания «Nike», подписавшая с французами контракт на семь лет. Согласно ему, в период с 2011 по 2018 год Nike заплатит французам 320 млн. Ежегодно Nike будет предоставлять форму и прочие аксессуары на сумму 2,5 миллиона евро. В зависимости от успешности выступления национальной команды могут последовать и дополнительные бонусы.
Официальные партнёрами Федерации футбола Франции являются компания розничной торговли «Carrefour», мобильная компания «SFR», сеть магазинов спортивной экипировки «Sport 2000», а также автомобильная компания «Citroën». Федерация футбола Франции имеет также ряд официальных поставщиков. Одним из них является компания «Coca-Cola». А также «Brioche Pasquier», Continental и «C10».
У национальной сборной в настоящее время есть радиовещательное соглашение с «TF1 Group», который управляет главным национальным телеканалом страны «TF1». Соглашение предоставляет каналу исключительные права на трансляцию матчей национальной сборной, которые включают товарищеские встречи и международные игры. Контракт действует до июня 2014 года и по его условию ФФФ будет получать ежегодно 45 миллионов евро.

## Игровые формы
С момента основания команды, французская сборная обычно носила комплект экипировки, состоящий из синей футболки, белых шорт и красных гетр. Такая расцветка воссоздаёт образ французского триколора. Именно поэтому сборная Франции получила прозвища «Синие» и «Трёхцветные». Такой комплект традиционно использовался в домашних матчах. В то время как на выездных матчах сборная использует полностью белый комплект или же комплект из красной футболки, синих шорт и синих гетр. В период с 1909 по 1914 год сборная носила белую рубашку с голубыми полосами, белые трусы и красные гетры.
С 1972 и до 2010 года сборная Франции имела соглашение с немецкой компанией «Adidas», которая являлась поставщиком футбольной формы. С 1 января 2011 новым поставщиком стал «Nike». 17 января компания представила новую форму. Футболисты сборной Франции впервые вышли на поле в новой форме в игре с национальной командой Бразилии, которая состоялась 9 февраля на «Парк де Пренс» в Париже.

### Основные цвета
Ниже представлены домашние комплекты форм Франции с 1904 года
| 1904      | 1909—1914 | ЧМ 1958   | Евро-1960 | 1962      | ЧМ-1966 · 1970—1971 | 1972      | ЧМ-1978 | 1978—1982 | ЧМ-1982 | Евро-1984                     |
| ЧМ-1986   | 1986—1989 | 1990—1991 | Евро-1992 | 1994—1995 | Евро-1996           | 1996—1997 | ЧМ-1998 | Евро-2000 | ЧМ-2002 | 2004 · (игра против Бельгии)  |
| Евро-2004 | ЧМ-2006   | Евро-2008 | 2008–2009 | ЧМ-2010   | 2011                | Евро-2012 | ЧМ-2014 | Евро-2016 | ЧМ-2018 | 2019 · (игра против Исландии) |
| Евро-2020 | ЧМ-2022   | Евро-2024 |           |           |                     |           |         |           |         |                               |

### Гостевые цвета
Ниже представлены гостевые комплекты форм Франции с 1960 года
| Евро-1960 | ЧМ-1978 | ЧМ-1982 | Евро-1984 | ЧМ-1986 | 1990—1991 | Евро-1992 | 1994—1995 | Евро-1996 | 1996—1997 | ЧМ-1998 |
| Евро-2000 | 2001    | ЧМ-2002 | Евро-2004 | ЧМ-2006 | 2006—2007 | Евро-2008 | ЧМ-2010   | 2011      | Евро-2012 | 2013    |
| ЧМ-2014   | 2014    | 2015    | Евро-2016 | 2016    | ЧМ-2018   | Евро-2020 | ЧМ-2022   | Евро-2024 |           |         |

### Вратарская
| 2020 | 2020 | 2020 |

## Болельщики

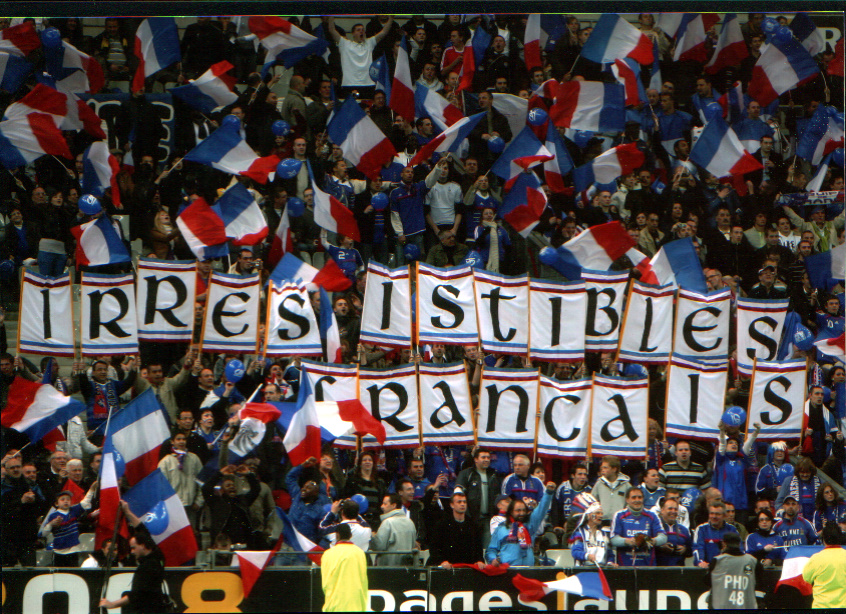
Ассоциация болельщиков «Irresistibles Francais»

Французские болельщики впервые запели «Марсельезу» 17 марта 1935 во время матча против Германии, в ответ немецким болельщикам, поющим «Песнь немцев».
16 декабря 1997 года, по инициативе Федерации футбола Франции, был создан официальный клуб болельщиков. Их задачей была поддержка сборной во время чемпионата мира 1998. Клуб болельщиков сборной Франции прекратил свою деятельность в 2005 году. Тогда, при смене президента Федерации футбола Франции, имелись долги в бюджете. В целях экономии средств пришлось прекратить финансирование клуба болельщиков. Несмотря на то, что клуб официально был расформирован, сохранились несколько подобных структур, организованных местными жителями. На данный момент их насчитывается около десятка. Большинство из них являются региональными представительствами. Только в ассоциацию под названием «Irresistibles Francais» входит 55 департаментов. Это наиболее активная группа болельщиков на трибунах сборной Франции.

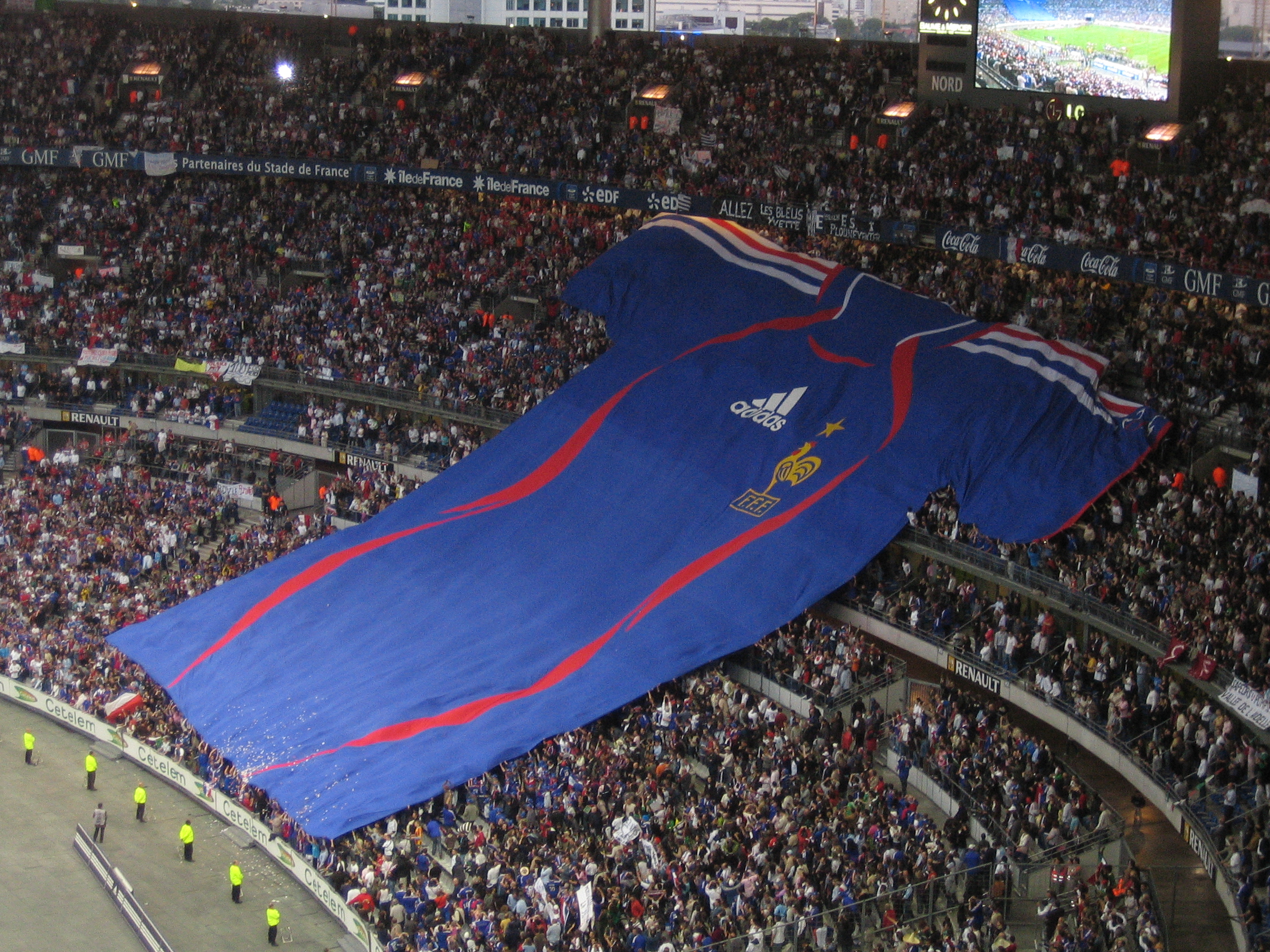
Большая майка сборной

В 2011 году 8 из этих ассоциаций объединились в единую Федерацию Национальных Ассоциаций болельщиков сборной Франции (F.A.N.S. des Bleus) для упрощения отношений с Федерацией футбола Франции. Но при этом ассоциации болельщиков сборной Франции не получают никакой финансовой помощи со стороны Федерации футбола Франции.
Французские болельщики поют гимн Франции перед каждым матчем. 6 октября 2001 года сборная Франции играла с Алжиром на «Стад де Франс». Гимн Франции был освистан и матч был прерван после того, как на поле выбежали десятки алжирских болельщиков.
Болельщики сборной Франции иногда освистывают свою команду, когда остаются недовольными игрой сборной и начинают поддерживать команду противника, крича «Ole». Такая ситуация наблюдалась в товарищеском матче против сборной Аргентины в 2008 и в 2010 годах, в матче против сборной Испании. Во время домашних матчей сборной, болельщики иногда разворачивают на трибуне большую голубую майку сборной.

## Участие в чемпионатах мира
Франция была одной из четырёх европейских команд, которые в 1930 году принимали участие в первом чемпионате мира по футболу. Сборная Франции — одна из восьми национальных сборных, которая выигрывала титул чемпиона мира хотя бы раз. В 1998 команда Франции выиграла первый титул. Франция была тогда хозяйкой турнира и победила сборную Бразилии в финальном матче со счётом 3-0. В 2018 Франция выиграла второй чемпионат мира в своей истории, победив в финале сборную Хорватии 4-2. На чемпионате мира 2006 и на чемпионате мира 2022 Франция стала серебряным призёром, проиграв в финале в серии пенальти сборной Италии в 2006 году и сборной Аргентины в 2022 году. Команда также дважды становилась бронзовым призёром: на чемпионатах мира 1958 и 1986. И однажды становилась четвёртой в 1982 году. Худшим результатом команды на чемпионатах мира был вылет в первом же раунде на первенствах мира 2002 и 2010. Оба раза команда занимала последнее место в группе. В 2002 году команда потерпела неожиданное поражение от сборной Сенегала и выбыла из турнира, так и не забив ни одного гола. На чемпионате мира 2010 года Франция потерпела поражения от сборной Мексики и ЮАР и заработала единственное очко, сыграв вничью со сборной Уругвая.
| Год   | Стадия                 | Место                  | М                      | В                      | Н                      | П                      | ГЗ                     | ГП                     |
| ----- | ---------------------- | ---------------------- | ---------------------- | ---------------------- | ---------------------- | ---------------------- | ---------------------- | ---------------------- |
| 1930  | Групповой этап         | 7                      | 3                      | 1                      | 0                      | 2                      | 4                      | 3                      |
| 1934  | 1/8 финала             | 9                      | 1                      | 0                      | 0                      | 1                      | 2                      | 3                      |
| 1938  | 1/4 финала             | 6                      | 2                      | 1                      | 0                      | 1                      | 4                      | 4                      |
| 1950  | Отказалась от участия  | Отказалась от участия  | Отказалась от участия  | Отказалась от участия  | Отказалась от участия  | Отказалась от участия  | Отказалась от участия  | Отказалась от участия  |
| 1954  | Групповой этап         | 11                     | 2                      | 1                      | 0                      | 1                      | 3                      | 3                      |
| 1958  | 3-е место              | 3                      | 6                      | 4                      | 0                      | 2                      | 23                     | 15                     |
| 1962  | Не прошла квалификацию | Не прошла квалификацию | Не прошла квалификацию | Не прошла квалификацию | Не прошла квалификацию | Не прошла квалификацию | Не прошла квалификацию | Не прошла квалификацию |
| 1966  | Групповой этап         | 13                     | 3                      | 0                      | 1                      | 2                      | 2                      | 5                      |
| 1970  | Не прошла квалификацию | Не прошла квалификацию | Не прошла квалификацию | Не прошла квалификацию | Не прошла квалификацию | Не прошла квалификацию | Не прошла квалификацию | Не прошла квалификацию |
| 1974  | Не прошла квалификацию | Не прошла квалификацию | Не прошла квалификацию | Не прошла квалификацию | Не прошла квалификацию | Не прошла квалификацию | Не прошла квалификацию | Не прошла квалификацию |
| 1978  | Групповой этап         | 12                     | 3                      | 1                      | 0                      | 2                      | 5                      | 5                      |
| 1982  | 4-е место              | 4                      | 7                      | 3                      | 2                      | 2                      | 16                     | 12                     |
| 1986  | 3-е место              | 3                      | 7                      | 4                      | 2                      | 1                      | 12                     | 6                      |
| 1990  | Не прошла квалификацию | Не прошла квалификацию | Не прошла квалификацию | Не прошла квалификацию | Не прошла квалификацию | Не прошла квалификацию | Не прошла квалификацию | Не прошла квалификацию |
| 1994  | Не прошла квалификацию | Не прошла квалификацию | Не прошла квалификацию | Не прошла квалификацию | Не прошла квалификацию | Не прошла квалификацию | Не прошла квалификацию | Не прошла квалификацию |
| 1998  | Чемпион                | 1                      | 7                      | 6                      | 1                      | 0                      | 15                     | 2                      |
| 2002  | Групповой этап         | 28                     | 3                      | 0                      | 1                      | 2                      | 0                      | 3                      |
| 2006  | 2-е место              | 2                      | 7                      | 4                      | 3                      | 0                      | 9                      | 3                      |
| 2010  | Групповой этап         | 29                     | 3                      | 0                      | 1                      | 2                      | 1                      | 4                      |
| 2014  | 1/4 финала             | 7                      | 5                      | 3                      | 1                      | 1                      | 10                     | 3                      |
| 2018  | Чемпион                | 1                      | 7                      | 6                      | 1                      | 0                      | 14                     | 6                      |
| 2022  | 2-е место              | 2                      | 7                      | 5                      | 1                      | 1                      | 14                     | 6                      |
| Итого | 16/22                  | 2 Титула               | 72                     | 34                     | 13                     | 19                     | 120                    | 77                     |

Всего сборная Франции приняла участие в 16 чемпионатах мира. Столько же участий у сборных Англии и Испании. Больше только у Мексики (17), Аргентины (18), Италии (18), Германии (20) и Бразилии (22). Сборная Франции в общей сложности принимала участие в 73 матчах финальных стадий различных первенств мира. Больше проведённых матчей у Англии (74), Аргентины (88), Италии (83), Бразилии (114) и Германии (112). Сборная Франции в 73 матчах одержала 39 побед, при этом 14 раз сыграла в ничью и проиграла 20 матчей. Общее число забитых мячей на чемпионатах мира равно 136, а пропущенных — 85. Всего на чемпионатах мира Франция заработала 115 очков, в среднем набирая 1,74 очков за матч. 20 июня 2014 года сборная Франции в матче против команды Швейцарии забила свой 100-й гол на чемпионатах мира. Её автором стал нападающий Оливье Жиру.

## Участие в чемпионатах Европы
Франция — одна из самых успешных команд на чемпионатах Европы по футболу, выигрывавшая два титула в 1984 и 2000. Сборная Испании и сборная Германии выигрывала этот титул трижды. Франция принимала самый первый чемпионат Европы в 1960 году, на котором заняла четвёртое место. Всего Франция принимала участие в девяти первенствах Европы. Свой первый титул сборная выиграла на домашнем чемпионате в 1984 во главе с Мишелем Платини, который стал обладателем «Золотого мяча». В 2000 команда, во главе с Зинедином Зиданом, выиграла свой второй титул на чемпионате, проходившем в Бельгии и Нидерландах.
Также в 2016 Франция вышла в финал домашнего Евро, где проиграла в дополнительное время сборной Португалии 0-1. Худшим результатом команды на соревновании был вылет после первого раунда на Евро-1992 и Евро-2008.
| Год   | Стадия                 | Место                  | М                      | В                      | Н                      | П                      | ГЗ                     | ГП                     |
| ----- | ---------------------- | ---------------------- | ---------------------- | ---------------------- | ---------------------- | ---------------------- | ---------------------- | ---------------------- |
| 1960  | 4-е место              | 4                      | 2                      | 0                      | 0                      | 2                      | 4                      | 7                      |
| 1964  | Не прошла квалификацию | Не прошла квалификацию | Не прошла квалификацию | Не прошла квалификацию | Не прошла квалификацию | Не прошла квалификацию | Не прошла квалификацию | Не прошла квалификацию |
| 1968  | Не прошла квалификацию | Не прошла квалификацию | Не прошла квалификацию | Не прошла квалификацию | Не прошла квалификацию | Не прошла квалификацию | Не прошла квалификацию | Не прошла квалификацию |
| 1972  | Не прошла квалификацию | Не прошла квалификацию | Не прошла квалификацию | Не прошла квалификацию | Не прошла квалификацию | Не прошла квалификацию | Не прошла квалификацию | Не прошла квалификацию |
| 1976  | Не прошла квалификацию | Не прошла квалификацию | Не прошла квалификацию | Не прошла квалификацию | Не прошла квалификацию | Не прошла квалификацию | Не прошла квалификацию | Не прошла квалификацию |
| 1980  | Не прошла квалификацию | Не прошла квалификацию | Не прошла квалификацию | Не прошла квалификацию | Не прошла квалификацию | Не прошла квалификацию | Не прошла квалификацию | Не прошла квалификацию |
| 1984  | Чемпион                | 1                      | 5                      | 5                      | 0                      | 0                      | 14                     | 4                      |
| 1988  | Не прошла квалификацию | Не прошла квалификацию | Не прошла квалификацию | Не прошла квалификацию | Не прошла квалификацию | Не прошла квалификацию | Не прошла квалификацию | Не прошла квалификацию |
| 1992  | Групповой этап         | 6                      | 3                      | 0                      | 2                      | 1                      | 2                      | 3                      |
| 1996  | 1/2 финала             | 3                      | 5                      | 2                      | 3                      | 0                      | 5                      | 2                      |
| 2000  | Чемпион                | 1                      | 6                      | 5                      | 0                      | 1                      | 13                     | 7                      |
| 2004  | 1/4 финала             | 6                      | 4                      | 2                      | 1                      | 1                      | 7                      | 5                      |
| 2008  | Групповой этап         | 15                     | 3                      | 0                      | 1                      | 2                      | 1                      | 6                      |
| 2012  | 1/4 финала             | 8                      | 4                      | 1                      | 1                      | 2                      | 3                      | 5                      |
| 2016  | 2-е место              | 2                      | 7                      | 5                      | 1                      | 1                      | 13                     | 5                      |
| 2020  | 1/8 финала             | 11                     | 4                      | 1                      | 3                      | 0                      | 7                      | 6                      |
| 2024  | 1/2 финала             | 3                      | 6                      | 2                      | 3                      | 1                      | 4                      | 3                      |
| Итого | 11/17                  | 2 Титула               | 49                     | 23                     | 15                     | 11                     | 73                     | 53                     |

## Участие в Лиге наций УЕФА
Сборная Франции с самого начала основания данного турнира состоит в высшей из четырёх лиг — в Лиге А, наряду с 11 другими сборными из топ 12 рейтинга. Франция принимала участие в финальных стадиях турнира один раз, в сезоне 2020/21. В дебютном сезоне 2018/19 Франция финишировала на втором месте в своей группе и завершила своё участие в турнире.
| Финальная стадия | Финальная стадия       | Финальная стадия       | Финальная стадия       | Финальная стадия       | Финальная стадия       | Финальная стадия       | Финальная стадия       | Финальная стадия       |
| Год              | Стадия                 | Место                  | М                      | В                      | Н                      | П                      | ГЗ                     | ГП                     |
| ---------------- | ---------------------- | ---------------------- | ---------------------- | ---------------------- | ---------------------- | ---------------------- | ---------------------- | ---------------------- |
| 2019             | Не прошла квалификацию | Не прошла квалификацию | Не прошла квалификацию | Не прошла квалификацию | Не прошла квалификацию | Не прошла квалификацию | Не прошла квалификацию | Не прошла квалификацию |
| 2021             | Чемпион                | 1                      | 2                      | 2                      | 0                      | 0                      | 5                      | 3                      |
| 2023             | Не прошла квалификацию | Не прошла квалификацию | Не прошла квалификацию | Не прошла квалификацию | Не прошла квалификацию | Не прошла квалификацию | Не прошла квалификацию | Не прошла квалификацию |
| 2025             | 3-е место              | 3                      | 2                      | 1                      | 0                      | 1                      | 6                      | 5                      |
| Итого            | —                      | 1 титул                | 4                      | 3                      | 0                      | 1                      | 11                     | 8                      |

## Участие в Кубках конфедераций
Франция принимала участие в двух из девяти проведённых Кубков конфедераций и оба раза становилась чемпионом. Больше побед только у сборной Бразилии, у неё их четыре. Франция впервые стала чемпионом на Кубке конфедераций 2001, квалифицировавшаяся на турнир как победитель чемпионата мира 1998. Франция одержала победу над сборной Японии со счётом 1-0 в финальном матче. На следующий Кубок конфедераций 2003 Франция квалифицировалась как победитель ЕВРО-2000 и как хозяйка турнира. В финале французы играли со сборной Камеруна и сумели победить с минимальным счётом лишь в дополнительное время.
| Год   | Стадия                | Место                 | М                     | В                     | Н                     | П                     | ГЗ                    | ГП                    |
| ----- | --------------------- | --------------------- | --------------------- | --------------------- | --------------------- | --------------------- | --------------------- | --------------------- |
| 1992  | Не квалифицировалась  | Не квалифицировалась  | Не квалифицировалась  | Не квалифицировалась  | Не квалифицировалась  | Не квалифицировалась  | Не квалифицировалась  | Не квалифицировалась  |
| 1995  | Не квалифицировалась  | Не квалифицировалась  | Не квалифицировалась  | Не квалифицировалась  | Не квалифицировалась  | Не квалифицировалась  | Не квалифицировалась  | Не квалифицировалась  |
| 1997  | Не квалифицировалась  | Не квалифицировалась  | Не квалифицировалась  | Не квалифицировалась  | Не квалифицировалась  | Не квалифицировалась  | Не квалифицировалась  | Не квалифицировалась  |
| 1999  | Отказалась от участия | Отказалась от участия | Отказалась от участия | Отказалась от участия | Отказалась от участия | Отказалась от участия | Отказалась от участия | Отказалась от участия |
| 2001  | Чемпион               | 1                     | 5                     | 4                     | 0                     | 1                     | 12                    | 2                     |
| 2003  | Чемпион               | 1                     | 5                     | 5                     | 0                     | 0                     | 12                    | 3                     |
| 2005  | Не квалифицировалась  | Не квалифицировалась  | Не квалифицировалась  | Не квалифицировалась  | Не квалифицировалась  | Не квалифицировалась  | Не квалифицировалась  | Не квалифицировалась  |
| 2009  | Не квалифицировалась  | Не квалифицировалась  | Не квалифицировалась  | Не квалифицировалась  | Не квалифицировалась  | Не квалифицировалась  | Не квалифицировалась  | Не квалифицировалась  |
| 2013  | Не квалифицировалась  | Не квалифицировалась  | Не квалифицировалась  | Не квалифицировалась  | Не квалифицировалась  | Не квалифицировалась  | Не квалифицировалась  | Не квалифицировалась  |
| 2017  | Не квалифицировалась  | Не квалифицировалась  | Не квалифицировалась  | Не квалифицировалась  | Не квалифицировалась  | Не квалифицировалась  | Не квалифицировалась  | Не квалифицировалась  |
| Итого | 2/10                  | 2 Титула              | 10                    | 9                     | 0                     | 1                     | 24                    | 5                     |

## Лучшие игроки и рекорды

### Командные рекорды
Матчи:
| М   | В   | Н   | П   | ГЗ   | ГП   |
| --- | --- | --- | --- | ---- | ---- |
| 918 | 462 | 193 | 263 | 1653 | 1244 |

- Самая крупная победа: 14:0 — против сборной Гибралтара, квалификация на чемпионат Европы 2024 года, 18 ноября 2023 года
- Самая крупная победа на выезде: 7:0 — против сборной Кипра, квалификация на чемпионат мира 1982 года, 11 октября 1980 года
- Самое крупное поражение: 17:1 — против сборной Дании, товарищеский матч, 22 октября 1908 года
- Самое крупное домашнее поражение: 0:15 — против любительской сборной Англии, 1 ноября 1906 года
- Самая длинная победная серия: 14 матчей, с 29 марта 2003 года (Франция 6:0 Мальта) по 18 февраля 2004 года (Бельгия 0:2 Франция)
- Самая длинная серия поражений: 12 матчей, с 23 марта 1908 года по 23 марта 1911 года
- Самая длинная безвыигрышная серия: 15 матчей, с 23 марта 1908 года по 30 апреля 1911 года
- Самая длинная беспроигрышная серия: 30 матчей, с 16 февраля 1994 года по 9 октября 1996 года
- Самая длинная серия без пропущенных мячей: 11 матчей, с 29 июня 2003 года по 6 июня 2004 года
- Наибольшее количество матчей в качестве тренера: 117 матчей — Дидье Дешам (по состоянию на август 2021 года)

Рекорды посещаемости:
- Рекорд посещаемости в домашних матчах: 80 051 зритель — на стадионе «Стад де Франс» во время отборочного матча на ЕВРО-2008 со сборной Украины 2 июня 2007 года
- Рекорд посещаемости в гостевых матчах: 125 631 зритель — на стадионе «Хэмпден Парк» во время товарищеского матча со сборной Шотландии 27 апреля 1949 года
- Самая большая телевизионная аудитория: 22,2 млн зрителей — во время полуфинального матча чемпионата мира 2006 года против сборной Португалии

### Рекордсмены по числу игр за сборную
Среди всех игроков сборной Франции рекорд по количеству проведённых матчей принадлежит Уго Льорису, в общей сложности в 2008—2022 годах Льорис провёл 145 матчей в составе национальной сборной. Рекорд сборной по протяжённости карьеры — 15 лет 77 дней — принадлежит Кариму Бензема. Антирекордсменом по этому показателю является бывший полузащитник «Бордо» Франк Жюрьетти, который провёл в футболке сборной Франции всего 5 секунд в матче против сборной Кипра 12 октября 2005 года. На протяжении многих лет несменным капитаном сборной был Уго Льорис — на его счету рекордные 119 матчей в качестве капитана.
| Место | Игрок            | Матчи | Голы | Первая игра          | Первая игра      | Последняя игра       | Последняя игра   |
| Место | Игрок            | Матчи | Голы | Дата                 | Оппонент         | Дата                 | Оппонент         |
| ----- | ---------------- | ----- | ---- | -------------------- | ---------------- | -------------------- | ---------------- |
| 1     | Уго Льорис       | 145   | −119 | 19 ноября 2008 года  | Уругвай (0:0)    | 18 декабря 2022 года | Аргентина (3:3)  |
| 2     | Лилиан Тюрам     | 142   | 2    | 17 августа 1994 года | Чехия (2:2)      | 13 июня 2008 года    | Нидерланды (4:1) |
| 3     | Оливье Жиру      | 137   | 57   | 11 ноября 2011 года  | США (1:0)        | 9 июля 2024 года     | Испания (1:2)    |
| 4     | Антуан Гризманн  | 135   | 44   | 5 марта 2014 года    | Нидерланды (2:0) | 9 июля 2024 года     | Испания (1:2)    |
| 5     | Тьерри Анри      | 123   | 51   | 11 октября 1997 года | ЮАР (1:2)        | 22 июня 2010 года    | ЮАР (2:1)        |
| 6     | Марсель Десайи   | 116   | 3    | 22 августа 1993 года | Швеция (1:1)     | 17 июня 2004 года    | Хорватия (2:2)   |
| 7     | Зинедин Зидан    | 108   | 31   | 17 августа 1994 года | Чехия (2:2)      | 9 июля 2006 года     | Италия (1:1)     |
| 8     | Патрик Виейра    | 107   | 6    | 26 февраля 1997 года | Нидерланды (1:2) | 2 июня 2009 года     | Нигерия (1:0)    |
| 9     | Дидье Дешам      | 103   | 4    | 29 апреля 1989 года  | Югославия (0:0)  | 2 сентября 2000 года | Англия (1:1)     |
| 10    | Биксант Лизаразю | 97    | 2    | 14 ноября 1992 года  | Финляндия (1:2)  | 25 июня 2004 года    | Греция (1:0)     |
| 10    | Лоран Блан       | 97    | 16   | 7 февраля 1989 года  | Ирландия (0:0)   | 2 сентября 2000 года | Англия (1:1)     |
| 10    | Карим Бензема    | 97    | 37   | 28 марта 2007 года   | Австрия (1:0)    | 13 июня 2022 года    | Хорватия (0:1)   |

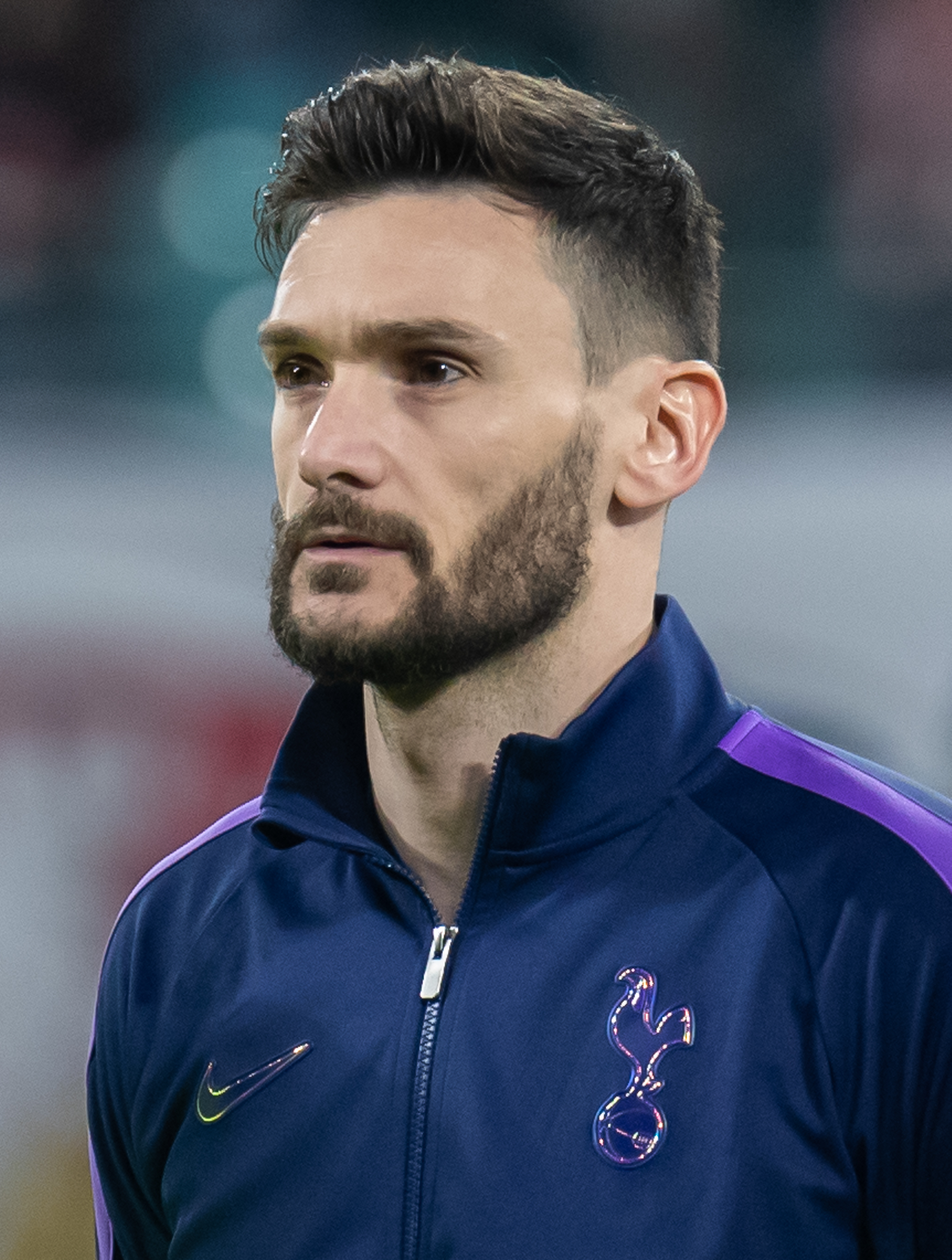
Уго Льорис провёл за сборную наибольшее количество матчей

* Жирным шрифтом выделены действующие футболисты (по состоянию на 10 июля 2024 года)

### Лучшие бомбардиры

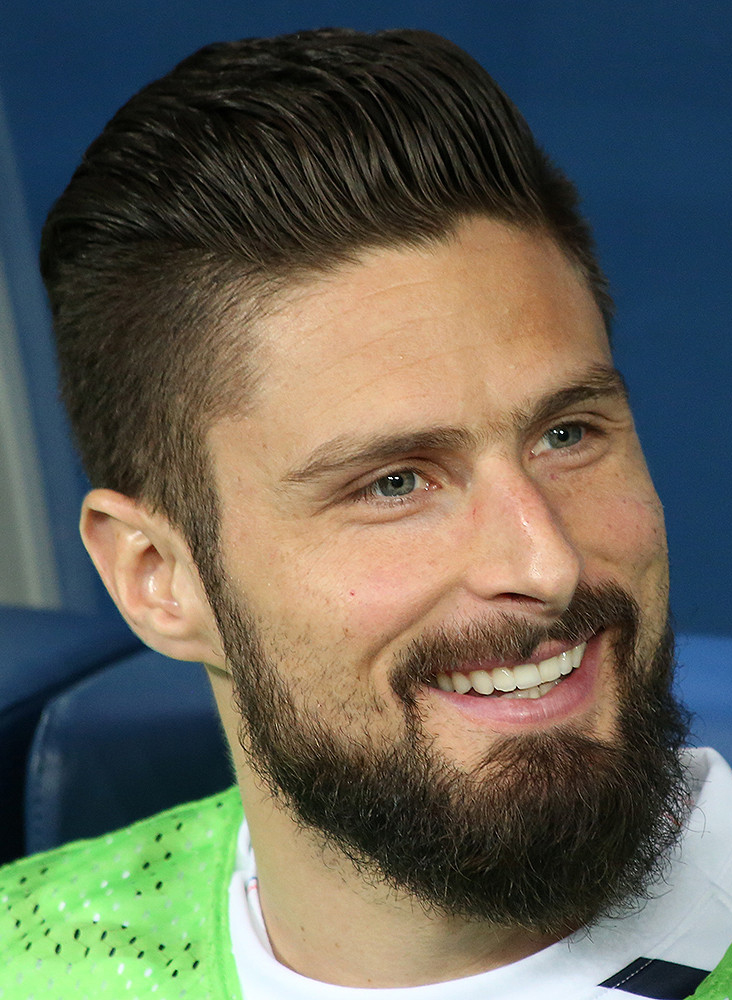
Оливье Жиру — лучший бомбардир сборной (57 голов)

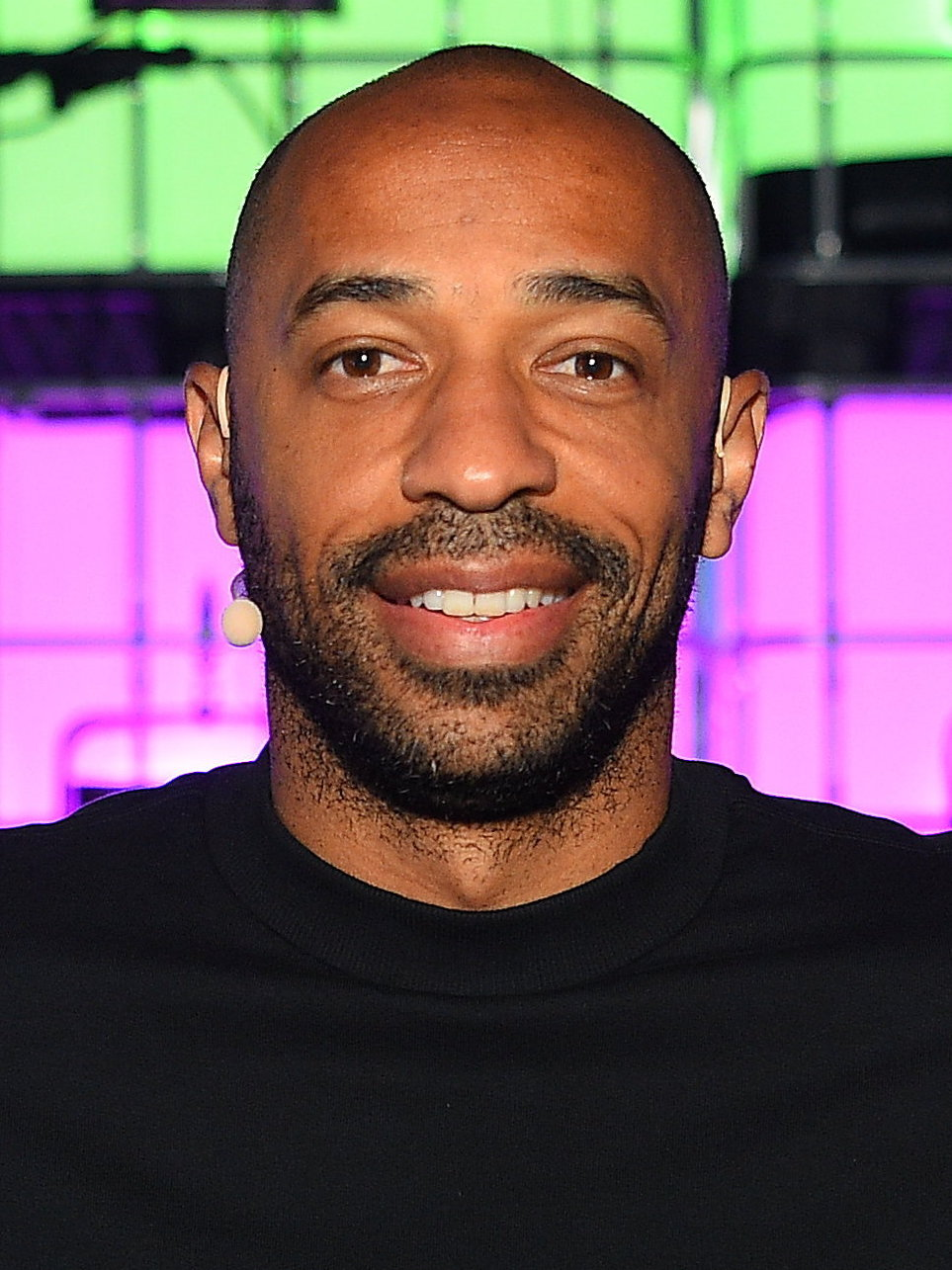
Тьерри Анри первым сумел забить 50 мячей за сборную Франции

Рекордсменом сборной по количеству забитых мячей является Оливье Жиру, забивший 54 мяча в период с 2011 года. По ходу чемпионата мира 2022 года Жиру обошёл Тьерри Анри, у которого на счету 51 мяч в 123 матчах.
Игрокам сборной Франции за всю её богатую историю, удавалось добиваться хороших результатов и устанавливать различные рекорды на чемпионатах мира и Европы. Жюст Фонтен стал первым французом, которому удалось стать самым результативным игроком на отдельно взятом первенстве мира. На чемпионате мира 1958 года в Швеции в 6 проведённых матчах Фонтен забил 13 мячей. Этот результат остаётся рекордом результативности для одного чемпионата мира. Всего же Фонтен провёл за сборную 20 матчей и забил 31 мяч. Ещё один рекорд, но уже на чемпионатах Европы, принадлежит Мишелю Платини, который на победном для сборной Франции Евро-1984 забил 9 мячей. Килиан Мбаппе стал лучшим бомбардиром чемпионата мира 2022 года с 8 голами.
| Место | Игрок           | Голы | Игр | Среднее | Первая игра     | Последняя игра  |
| ----- | --------------- | ---- | --- | ------- | --------------- | --------------- |
| 1     | Оливье Жиру     | 57   | 137 | 0,41    | 11 ноября 2011  | 9 июля 2024     |
| 2     | Тьерри Анри     | 51   | 123 | 0,42    | 11 октября 1997 | 22 июня 2010    |
| 3     | Килиан Мбаппе   | 50   | 90  | 0,55    | 25 марта 2017   | 8 июня 2025     |
| 4     | Антуан Гризманн | 44   | 135 | 0,32    | 5 марта 2014    | 9 июля 2024     |
| 5     | Мишель Платини  | 41   | 72  | 0,57    | 27 марта 1976   | 29 апреля 1987  |
| 6     | Карим Бензема   | 37   | 97  | 0,38    | 28 марта 2007   | 13 июня 2022    |
| 7     | Давид Трезеге   | 34   | 71  | 0,48    | 28 января 1998  | 26 марта 2008   |
| 8     | Зинедин Зидан   | 31   | 108 | 0,29    | 17 августа 1994 | 9 июля 2006     |
| 9     | Жюст Фонтен     | 30   | 21  | 1,43    | 17 декабря 1953 | 11 декабря 1960 |
| 10    | Жан-Пьер Папен  | 30   | 54  | 0,56    | 26 февраля 1986 | 18 января 1995  |

| Позиция | Игрок          | Сумма очков |
| ------- | -------------- | ----------- |
| 1       | Мишель Платини | 143         |
| 2       | Зинедин Зидан  | 121         |
| 3       | Раймон Копа    | 88          |
| 4       | Лоран Блан     | 28          |
| 5       | Жюст Фонтен    | 22          |
| 6       | Мариус Трезор  | 17          |
| 7       | Ален Жиресс    | 15          |
| 8       | Жан-Пьер Папен | 12          |
| 9       | Дидье Дешам    | 9           |
| 10      | Эрик Кантона   | 8           |

* Жирным шрифтом выделены действующие футболисты (по состоянию на 8 июня 2025 года)
Также некоторые футболисты становились обладателями «Золотого мяча» и звания Игрока года по версии ФИФА. Первым игроком сборной Франции, получившем «Золотой мяч» стал Раймон Копа в 1958 году. Так же этой премии удостаивался Мишель Платини в 1983, 1984 и 1985 годах. Он является на данный момент единственным футболистом, который становился обладателем этой премии три года подряд. Приз также получал Жан-Пьер Папен в 1991 году. Зинедин Зидан стал обладателем «Золотого мяча» в 1998 году, и три раза становился Игроком Года ФИФА — в 1998, 2000 и 2003 году.
Лучший игрок Франции XX века

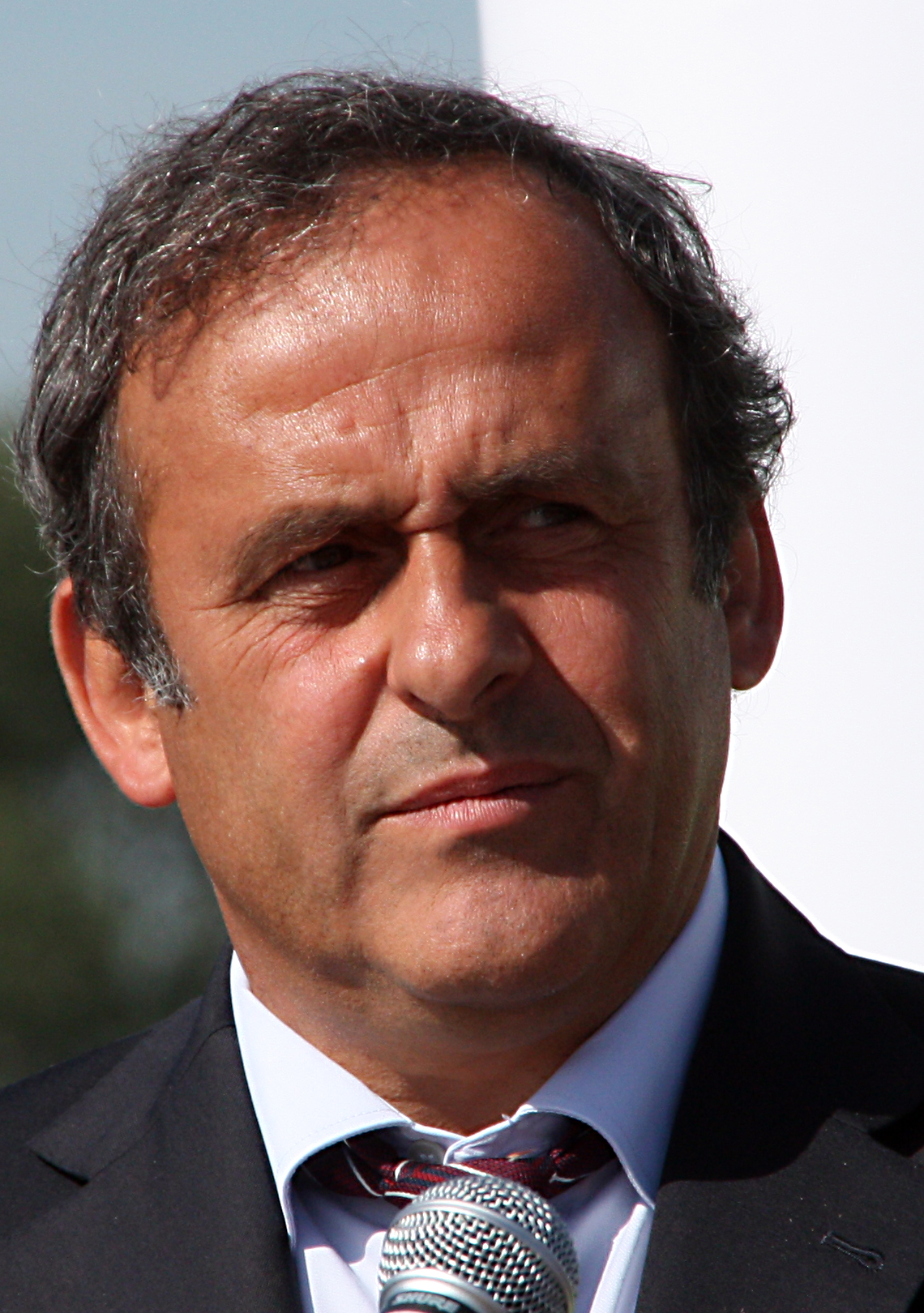
Мишель Платини, три раза подряд становился обладателем «Золотого мяча». Лучший французский футболист XX века

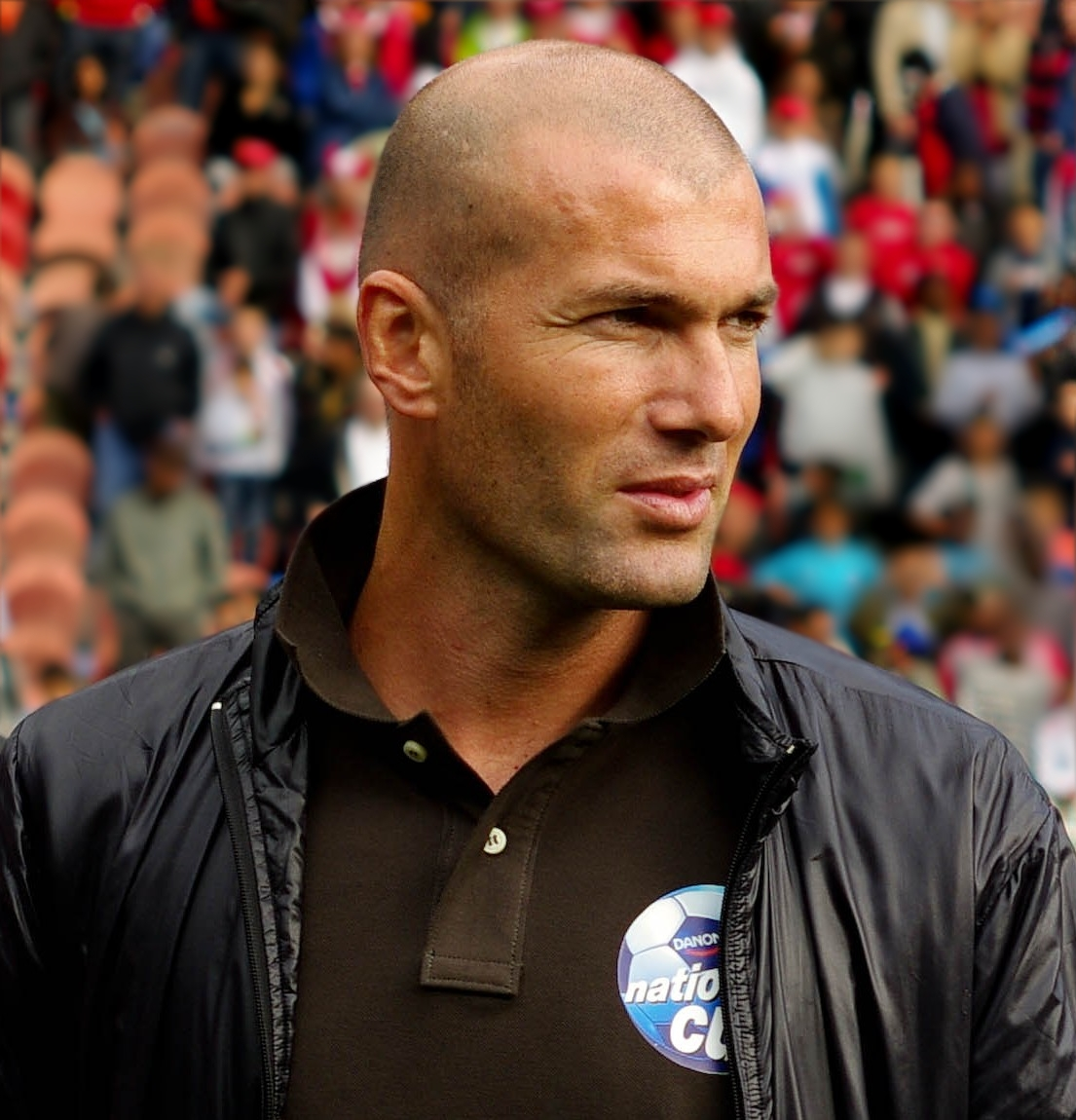
Зинедин Зидан, обладатель «Золотого мяча» (1998) и Игрок года ФИФА в 1998, 2000 и 2003

Французский журнал «France Football» при помощи 34 бывших обладателей премии «Игрок года во Франции» и премии «Étoile d’or», выбрал лучшего футболиста Франции XX века. Каждый из 34 голосующих выбирал 5 лучших игроков и присваивал им очки: 5 очков за первое место, 4 — за второе, 3 — за третье, 2 — за четвёртое и одно очко за пятое. Лучшим игроком Франции XX века стал Мишель Платини. Он набрал 143 очка. Второе место занял Зинедин Зидан, а третье — Раймон Копа.

## Тренеры сборной
Первым тренером сборной Франции стал назначенный 25 апреля 1964 года Анри Герен. До этого, в период с 1904 по 1913 год, национальная сборная Франции управлялась комитетом под названием «Союз французских спортивно-атлетических сообществ» (фр. Union des Sociétés Françaises de Sports Athlétiques). По своему усмотрению комитет располагал правами на назначение тренеров на отдельные матчи. С 1904 по 1906 год в роли менеджера выступал Робер Герен, с 1906 по 1908 — Андре Эспир и Андре Бийи. В период с 1908 по 1914 год национальную команду комплектовал комитет сборных CFI (фр. Comité français interfédéral). Менеджером команды являлся Анри Шайу.
В 1919 году с созданием Федерации футбола Франции, комитет сборных был реформирован. Сборную собирали Ашиль Дюшен, Габриэль Жардан, Ожен Плань, Морис Вийом и Гастон Барро, который являлся техническим менеджером. С 1926 года к менеджерской группе присоединился Жан Ригаль. В 1930, Гастон Барро, Жан Ригаль, Морис Деланш и Жак Кодрон организовали комитет сборных. В мае 1934 года на пост тренера на время чемпионата мира в Италии был назначен англичанин Джордж Кимлтон.
24 февраля 1936 года во главе сборной стал один тренер — Гастон Барро. Он оставался в этой должности вплоть до ноября 1945 года. Тогда к Барро присоединился Габриэль Ано. Вместе они проработали до 16 июня 1949 года. После чего, с 22 августа 1949 по 4 июня 1950, сборной руководили Гастон Барро, Поль Николя и Жан Ригаль. В сентябре 1950 года Гастон Барро вновь стал единственным тренером. Ему помогал Поль Барон, который являлся тактиком команды. Барон проработал с Барро до 3 июня 1951. 17 сентября 1951 его заменил Пьер Пибаро, который также являлся командным тактиком. Вместе с Гастоном Барро они проработали до 11 ноября 1954 года. Альбер Батто взял под управление сборную 17 марта 1955, проработав до 5 мая 1962 года. Именно во главе с Альбером Батто сборная Франция выиграла бронзовые медали чемпионата мира 1958. С 3 октября 1962 года, после Альбера Батто, тренером являлся Анри Герен. Именно Герен квалифицировал сборную Франции на чемпионат мира 1966. Официальной датой назначения на пост главного тренера сборной является 25 апреля 1964.
| Тренер         | Начало работы    | Окончание работы | Матчей | В  | Н  | П  | % побед | З   | П   |
| -------------- | ---------------- | ---------------- | ------ | -- | -- | -- | ------- | --- | --- |
| Анри Герен     | 25 апреля 1964   | 20 июня 1966     | 15     | 5  | 4  | 6  | 33.3    | 15  | 18  |
| Жан Снелла     | 28 сентября 1966 | 26 ноября 1966   | 4      | 2  | 0  | 2  | 50.0    | 8   | 7   |
| Жозе Арриба    | 28 сентября 1966 | 26 ноября 1966   | 4      | 2  | 0  | 2  | 50.0    | 8   | 7   |
| Жюст Фонтен    | 22 марта 1967    | 3 июня 1967      | 2      | 0  | 0  | 2  | 0.0     | 3   | 3   |
| Луи Дюгоге     | 16 сентября 1967 | 6 ноября 1968    | 9      | 2  | 3  | 4  | 22.2    | 13  | 19  |
| Жорж Булонь    | 12 марта 1969    | 26 мая 1973      | 31     | 15 | 5  | 11 | 48.4    | 49  | 40  |
| Штефан Ковач   | 8 сентября 1973  | 15 ноября 1975   | 15     | 6  | 4  | 5  | 40.0    | 22  | 15  |
| Мишель Идальго | 27 марта 1976    | 27 июня 1984     | 75     | 41 | 16 | 18 | 54.7    | 139 | 72  |
| Анри Мишель    | 13 октября 1984  | 22 октября 1988  | 36     | 16 | 12 | 8  | 44.4    | 46  | 27  |
| Мишель Платини | 19 ноября 1988   | 17 июня 1992     | 29     | 16 | 8  | 5  | 55.2    | 53  | 28  |
| Жерар Улье     | 26 августа 1992  | 17 ноября 1993   | 12     | 7  | 1  | 4  | 58.3    | 20  | 13  |
| Эме Жаке       | 17 декабря 1993  | 12 июля 1998     | 53     | 37 | 11 | 5  | 64.2    | 93  | 27  |
| Роже Лемерр    | 27 июля 1998     | 11 июня 2002     | 53     | 35 | 10 | 8  | 64.2    | 106 | 43  |
| Жак Сантини    | 21 августа 2002  | 25 июня 2004     | 28     | 22 | 4  | 2  | 78.6    | 69  | 13  |
| Раймон Доменек | 12 июля 2004     | 22 июня 2010     | 79     | 41 | 24 | 14 | 51.9    | 110 | 55  |
| Лоран Блан     | 2 июля 2010      | 30 июня 2012     | 27     | 16 | 7  | 4  | 59.3    | 39  | 17  |
| Дидье Дешам 1  | 8 июля 2012      | 1 января 2027    | 132    | 84 | 27 | 21 | 73.9    | 263 | 111 |

1 По состоянию на 13 января 2023
Начиная с 1964 года на посту главного тренера сборной сменилось 17 человек. Три из них являлись временно исполняющими обязанности главного тренера: Жозе Арриба и Жан Снелла осуществляли совместное управление. Под их руководством команда провела 4 матча. А также бывший игрок сборной Жюст Фонтен руководил командой в двух матчах в 1967. Четыре тренера выигрывали чемпионаты мира или Европы, управляя национальной сборной. Первым был Мишель Идальго, который управлял командой в период 1976—1984. Идальго привёл команду к победе на чемпионате Европы 1984. В 1998 году Эме Жаке выиграл чемпионат мира. К тому же, Жаке был признан лучшим тренером XX века во Франции. Спустя два года после победы на чемпионате мира, Роже Лемерр помог сборной выиграть золотые медали на Евро-2000. Лемерр также выиграл Кубок конфедераций 2001. 8 августа 1973 румын Штефан Ковач стал первым иностранным тренером команды. 2 июля 2010 года тренером сборной был назначен Лоран Блан, который сменил на этом посту Раймона Доменека после чемпионата мира 2010. 8 июля 2012 года Дидье Дешам сменил Лорана Блана на посту главного тренера национальной сборной. В 2016 году Дешам вывел сборную в финал домашнего чемпионата Европы, где французы в дополнительное время проиграли Португалии (0:1). Спустя два года Дешам привёл сборную к победе на чемпионате мира в России, в финале Франция обыграла Хорватию (4:2).